# 미국의 교통 안전

2010년대 초 미국 내 1인당 교통사고 사망자 수는 감소세가 반전되었다.

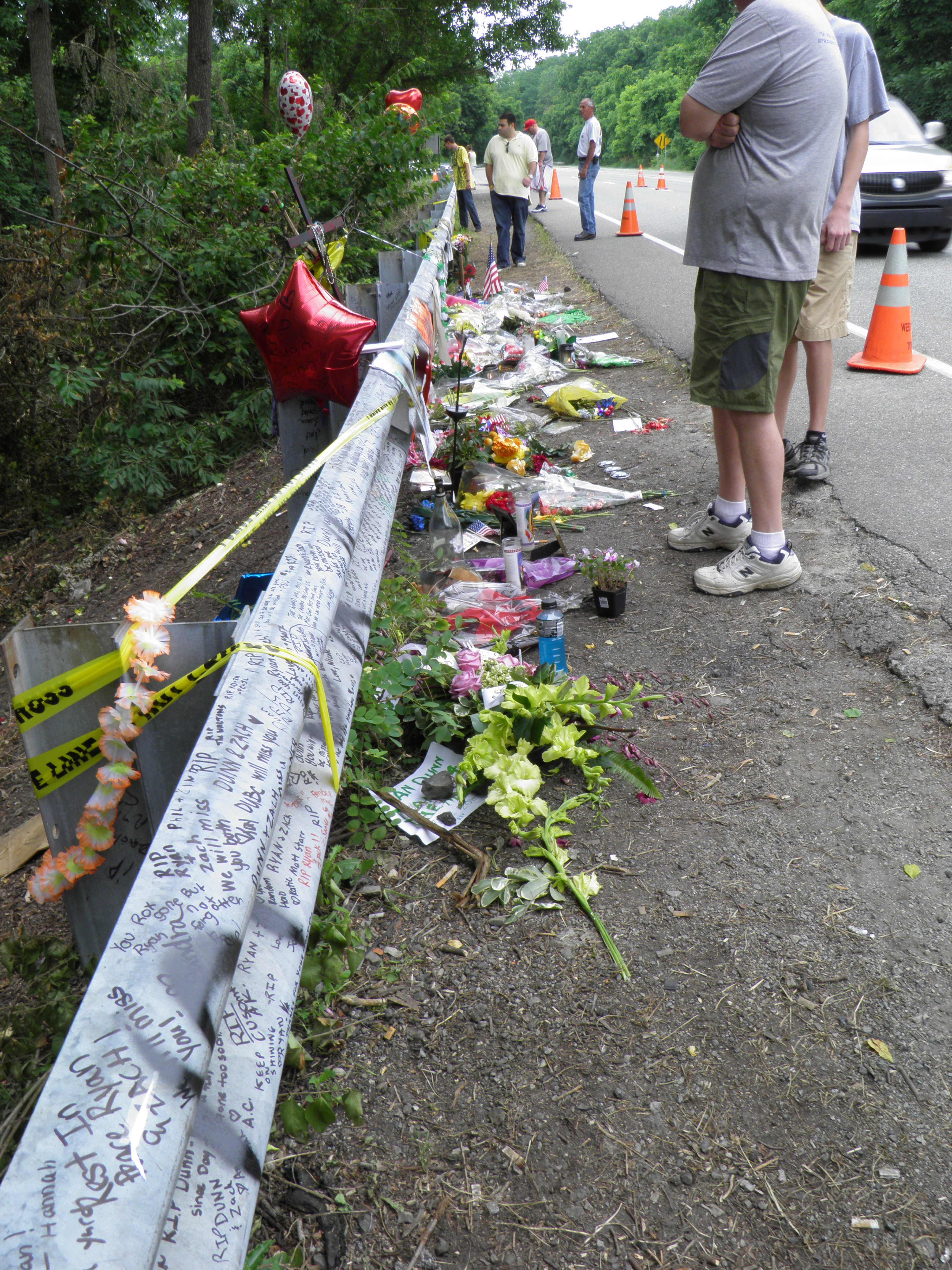
미국 펜실베이니아주 웨스트고셴 타운십의 사고 현장에 남겨진 꽃, 풍선, 쪽지

미국의 교통안전은 미국의 교통 안전을 포괄하며, 자동차 사고, 항공기 추락, 철도 사고 및 기타 대중교통 사고를 포함한다. 2011년에 32,479명이 사망했고 2022년에는 42,000명 이상이 사망했으며, 매년 가장 많은 사망자는 도로 사고로 발생한다.
2000년부터 2010년까지 미국의 상업 항공사에서 100억 승객-마일당 사망자 수는 약 0.2명이었다. 자동차 운전의 경우 100억 차량-마일당 150명으로, 상업용 항공기 비행보다 마일당 750배 높았다. 평생 백만 마일을 운전하는 사람(평균보다 약간 높음)의 경우 사망할 확률은 1.5%이다.
미국과 다른 유사 국가들 사이의 도로 사망자 수에는 상당하고 증가하는 격차가 있으며, 미국이 더 높은 사망률을 보인다. 2014년에 두 개의 다른 미국 정부 기관은 2014년에 33,736명 또는 32,744명의 자동차 교통 사망자가 발생했다고 추정했다. 비영리 안전 옹호 단체인 국가안전협의회 (NSC)는 2016년 미국의 자동차 사망자 수가 40,200명으로, 2014년 추정치보다 14% 증가했다고 추정했다. 보행자 도로 안전이 수십 년간 개선된 후, 미국의 보행자 사망률은 2009년 이후 급증했지만, 대부분의 유사 국가들은 보행자 사망률이 감소하는 추세를 보였다.
2020년에는 사망자 수가 2019년 약 36,000명에서 약 38,680명으로 증가했다. 도로에 운전자가 줄고 주행 거리가 감소했음에도 불구하고 이러한 증가가 발생했다. 이는 과속, 안전벨트 미착용, 음주 또는 약물 운전 등 더 위험한 운전 행동 때문인 것으로 분석된다. 2021년과 2022년에는 각각 42,939명과 42,795명의 자동차 사망자가 발생하며 사망자 수가 더욱 증가했다.

## 전반적인 통계

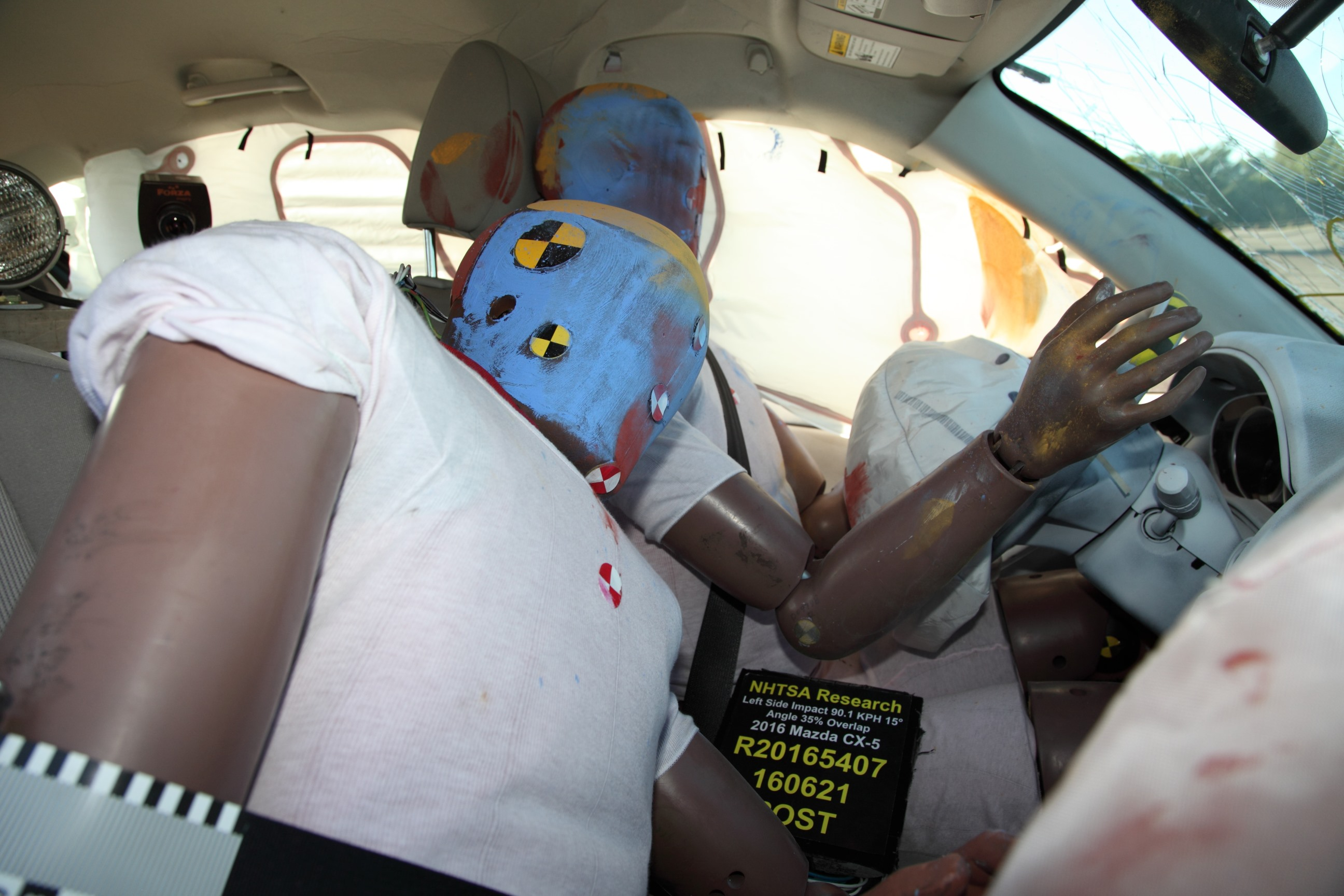
마쓰다 CX-5 크로스오버의 NHTSA 시험

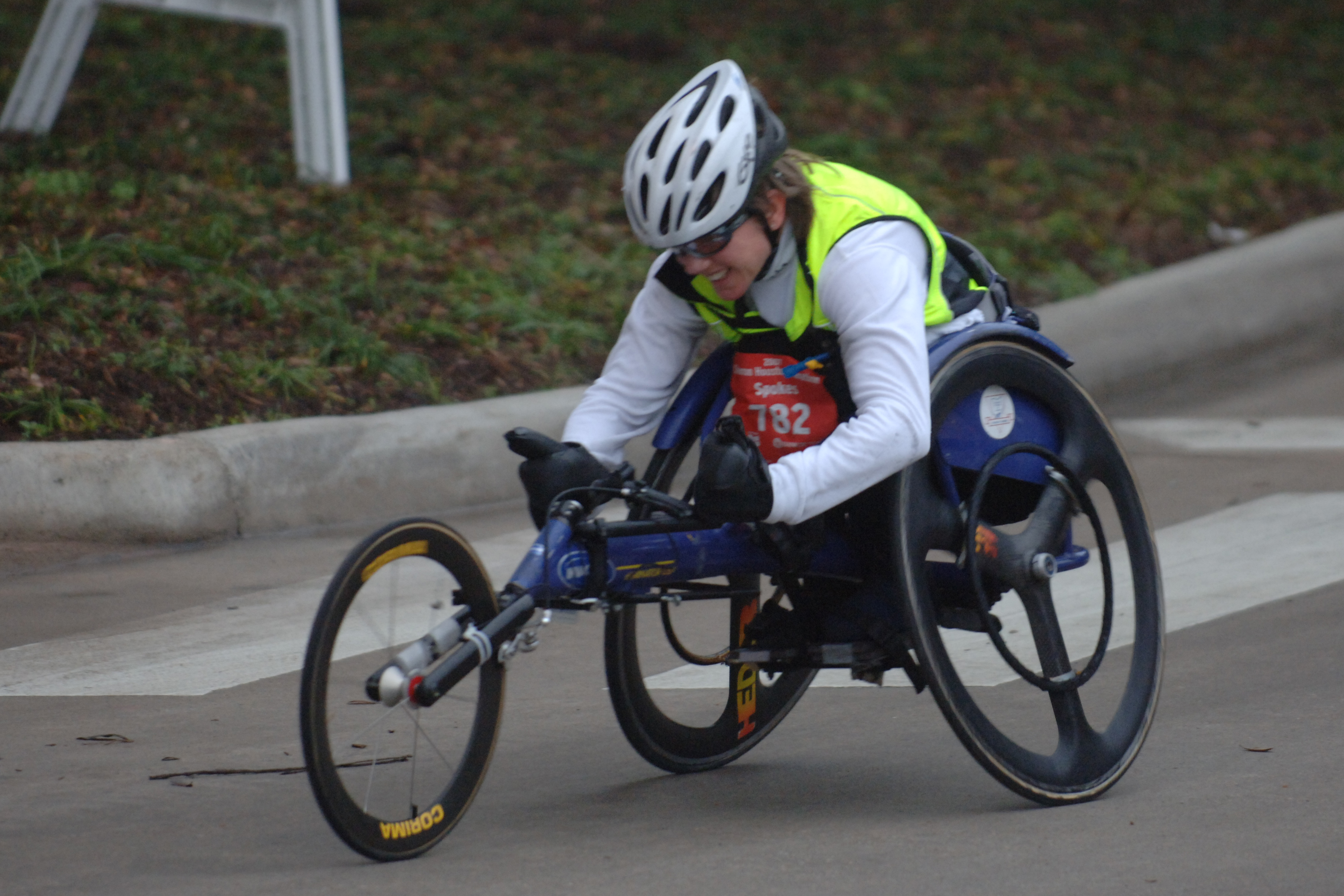
홀리 코스터는 자동차 충돌 사고로 척추 부상을 입었으며 현재 휠체어 레이서이다.

미국에서는 대부분의 사망자가 도로 차량에 의해 발생한다.
|  | 이 그래프는 더 이상 지원되지 않는 레거시 그래프 확장 기능을 사용하고 있습니다. 새로운 차트 확장 기능으로 변환해야 합니다. |

|  | 이 그래프는 더 이상 지원되지 않는 레거시 그래프 확장 기능을 사용하고 있습니다. 새로운 차트 확장 기능으로 변환해야 합니다. |

미국의 전반적인 안전은 수십 년간 꾸준히 향상되었다. 1920년부터 2000년까지 차량-마일당 치명적인 자동차 사고 발생률은 약 17배 감소했다. 1960년대의 청소년 인구 급증 기간(많은 젊고 미숙한 운전자가 도로에 있던 시기)에 잠시 중단되었던 것을 제외하고, 치명적인 사고를 줄이는 진전은 꾸준했다. 다른 유형의 미국 여객 교통 안전도 크게 개선되었지만, 장기 통계 자료는 쉽게 구할 수 없다. 사망률은 2000년에서 2005년경 1억 마일당 약 1.5명으로 안정화되었으나, 이후 다시 하향세를 보여 2008년에는 1.27명에 도달했다. NHTSA와는 다른 방법론을 사용하는 국가안전협의회는 2016년에 1억 차량 마일(또는 10억 차량 마일당 12.5명)당 1.25명의 사망률(자동차 사고로 사망한 보행자 및 자전거 운전자를 포함)을 보고했다.
| 이 그래프는 더 이상 지원되지 않는 레거시 그래프 확장 기능 을 사용하고 있습니다. 새로운 차트 확장 기능 으로 변환해야 합니다. | |
| - 출처: OECD - 2017년 NTSB - 2019년 보행자 출처: 오토블로그 - 2019년 사망자 수 초기 추정치: NHTSA                           | |
| | 이 그래프는 더 이상 지원되지 않는 레거시 그래프 확장 기능을 사용하고 있습니다. 새로운 차트 확장 기능으로 변환해야 합니다. |

2008년과 2011년 사이의 경기 침체는 이동 거리 감소로 인해 사망자 수를 줄이는 데 기여했다.

### 이동 거리별 교통안전 (대중교통)
| 이 그래프는 더 이상 지원되지 않는 레거시 그래프 확장 기능 을 사용하고 있습니다. 새로운 차트 확장 기능 으로 변환해야 합니다. | |
| * 출처, 왼쪽: caranddriver, 미국 교통부                                                                                     | |
| | 이 그래프는 더 이상 지원되지 않는 레거시 그래프 확장 기능을 사용하고 있습니다. 새로운 차트 확장 기능으로 변환해야 합니다. |

## 정부 규제

### 연방 기관
미국에는 여러 연방 기관이 교통 안전을 담당한다.
- 국가교통안전위원회 (NTSB)는 사고를 조사하고 규제 기관에 권고한다.
- 미국 교통부 산하 국가고속도로교통안전국 (NHTSA)은 도로 차량에 대한 의무 안전 규정을 발행한다.
- 연방도로청은 다음을 발행한다.
  - 전국 교통 표지 및 도로 표시에 대한 의무적인 표준이 담긴 통일교통관제장치 매뉴얼
  - 주간고속도로 시스템의 도로 설계 기준
  - 연방 소유지(국립공원 및 숲 등) 및 인디언 보호구역 도로 프로그램의 도로에 대한 기술 권고 사항
- 상업용 운송업체 및 자동차 운전자 안전 표준은 연방 자동차 운송업체 안전국 (FMCSA)의 책임이다.
- 철도 안전은 연방 철도청의 소관이다.
- 항공 안전은 연방항공국 (FAA)의 책임이다.
- 연방 대중교통국은 대중교통 기관의 안전을 감독한다.
- 파이프라인 안전은 미국 파이프라인 및 유해물질 안전관리국 (PHMSA)의 책임이다.
- 유해 물질의 안전한 운송은 PHMSA의 책임이다.
- 해상 안전은 국토안보부 산하 미국 해안경비대의 책임이다.
- 해상 파이프라인 안전은 내무부 산하 안전환경집행국의 책임이다.
- 교통 종사자의 안전을 포함한 작업장 안전은 노동부 산하 산업안전보건청의 책임이다. 그러나 주마다 별도의 주권을 가지고 있으므로 주 노동자들은 반드시 연방 작업 안전 요구 사항을 따르지는 않는다.
- 유해 폐기물 운송은 일반적으로 PHMSA의 규제를 받지만, 환경보호청의 추가 규제를 받는다.
- 원자력 규제 위원회는 방사성 물질을 담는 포장재의 설계 및 제조 기준을 정하고, PHMSA는 해당 물질의 실제 운송을 규제한다.

### 주 및 지방 정부의 책임
주, 준주, 부족 및 지방 정부는 대부분의 도로에 대한 도로 설계, 제한 속도 및 교통 법규 집행을 담당한다. 모든 주가 그런 것은 아니지만, 많은 주들이 NHTSA 기준 외에 차량 검사 프로그램과 차량 규제를 가지고 있다.
연방 도로청 (FHA)의 통일교통관제장치 매뉴얼은 "대중 교통에 개방된" 모든 도로에 대해 의무적이지만, 주마다 보완 규정을 가질 수 있다. 연방 정부는 주간고속도로 시스템의 주요 자금원이자 더 엄격하게 규제하지만, 유지보수 및 운영은 주 정부가 담당한다. 인디언 보호구역 도로 프로그램 및 연방 소유지(국립공원 및 숲 등)의 도로를 포함하여 일부 도로는 연방 정부가 직접 소유하고 운영한다.
주 고속도로 및 교통 담당 공무원 미국 협회는 관할 구역 간 도로 설계를 조정하는 데 도움이 되는 자발적 표준을 발행하는 주 정부들의 협력체이다.
많은 주 및 지방 관할 구역에서는 교통 사망자 수를 0으로 줄이는 것을 목표로 하는 비전 제로 프로그램을 채택했다.

## 미국과 다른 국가 비교

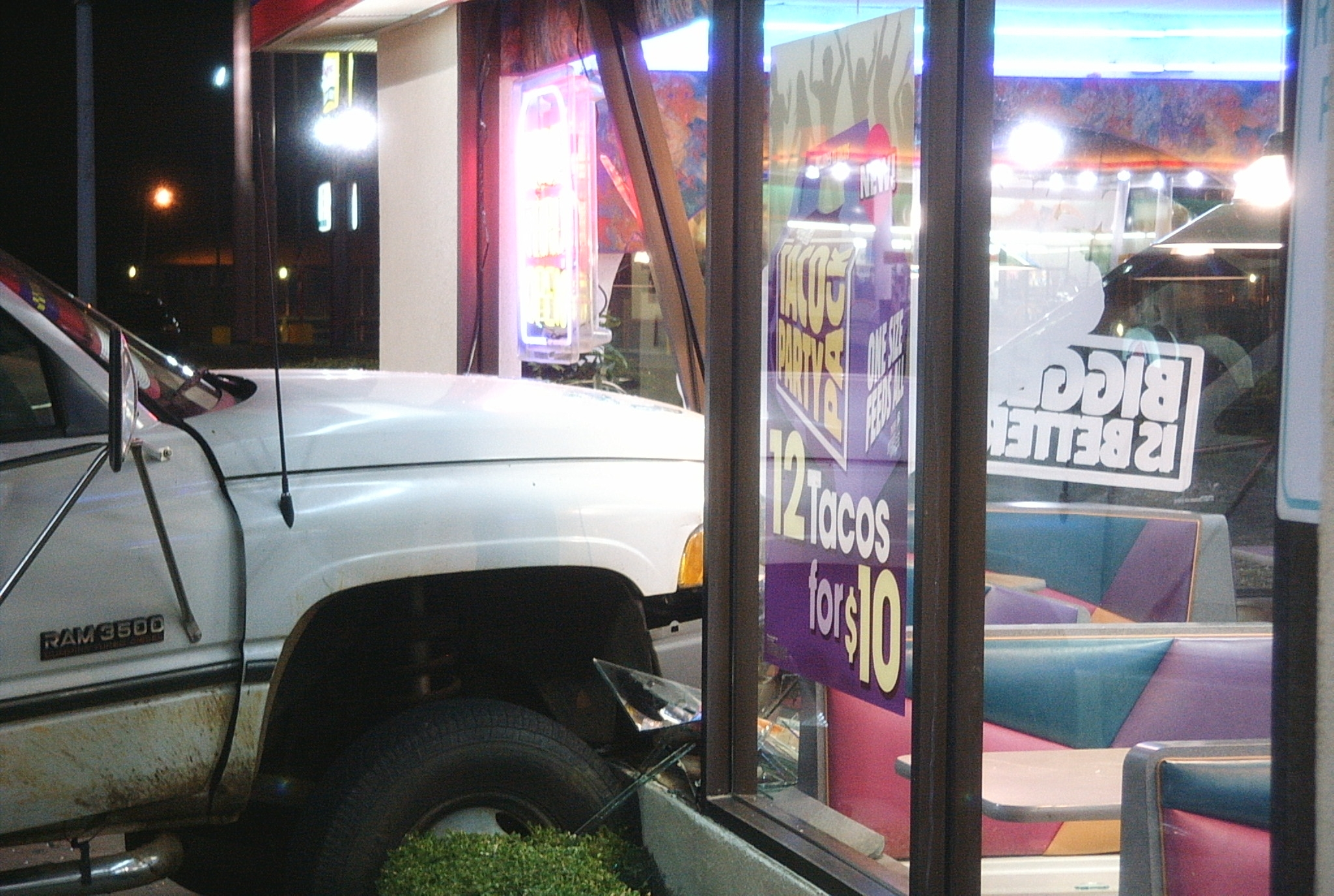
2010년 가을, 닷지 램 3500이 타코벨 건물로 돌진했다.

미국은 도로 교통 사망자 수 기준으로 52개 고소득 국가 중 41위를 차지했다. 미국의 안전 결과는 러시아, 사우디아라비아 또는 카타르보다 좋다.
그럼에도 불구하고 미국의 사망률은 대부분의 다른 고소득 국가에 비해 높다. 2013년 미국의 도로 사망률은 10억 차량-km당 7.1명으로, 같은 해 스웨덴의 10억 차량-km당 3.5명보다 약 두 배 높았다. (참고: 교통 관련 사망률에 따른 나라 목록)
또한, 미국은 "아이가 태어나기 가장 위험한 부유한 국가"로 간주된다.
이러한 차이는 교통 진정 장치의 부족, 고속을 유도하는 넓고 다차선 도로의 높은 보급률, 로터리 대신 정지 신호에 의존하는 경향, 그리고 운전 안전 문화에 대한 접근 방식의 차이, 예를 들어 자유와 의무적 또는 금지된 위험하거나 안전하지 않은 행동 사이의 균형과 관련될 수 있다.
어느 정도는 지리적 요인과 운전자 교육 때문이기도 하지만, 음주 운전에 대한 스웨덴의 더 엄격한 단속과 강력한 처벌도 차이를 설명할 수 있다. 스웨덴의 고속도로와 차량이 미국과 다르다고 주장할 수도 있지만, 미국의 사망률은 2014년 예비 데이터에 따르면 10억 차량-km당 3.6명의 도로 사망자가 발생한 캐나다 온타리오주의 두 배에 달한다. 100만 제곱킬로미터가 넘는 광대한 온타리오주는 혼잡한 도시 고속도로와 시골 고속도로를 포함하여 비슷한 유형의 고속도로 혼합을 가지고 있다. 온타리오주도 미국 운송 트럭과 본질적으로 동일한 대형 운송 트럭, 풀사이즈 픽업트럭, SUV 및 승용차의 혼합이 비슷하지만, 온타리오주에서는 미국보다 작은 차들이 더 많이 운행될 수 있다. 이는 사망률의 차이가 운전자 행동과 같은 비물리적 요인 때문임을 시사한다.
유럽과 미국의 고속도로 (통제된 접근의 분리된 고속도로)를 비교하면, 2012년 데이터에 따르면 덴마크는 10억 차량-km당 0.72명의 도로 사망자로 가장 안전한 고속도로를 가졌으며, 미국은 주간고속도로 유형의 고속도로(종종 고속도로라고 불림)에서 10억 차량-km당 3.38명의 도로 사망자가 발생했다.
독일의 그러한 고속도로 사망률은 10억 차량-km당 1.74명으로, 미국 주간고속도로 유형 고속도로 사망률의 약 절반이었다.
독일의 아우토반 네트워크의 상당 부분은 의무적인 제한 속도가 없지만, 독일 도로 안전 위원회(DVR)에 따르면 제한 속도가 있는 고속도로에서는 킬로미터당 사망자 수가 30% 더 낮다.
미국과 유럽의 또 다른 차이점은 유럽인들이 높은 제한 속도가 안전에 부정적인 영향을 미친다고 믿는다는 것이다. 예를 들어, 2008년 ETSC 보고서는 "경험적 증거에 따르면 독일 고속도로에 도입된 모든 제한 속도 조치는 매우 큰 인명 피해 감소를 가져왔다"고 간주한다. ETSC에 따르면, 독일에서는 고속도로 킬로미터당 사망자 수가 제한 속도와 관련이 없지만, 제한 속도 구간은 유사한 수의 사망자 수로 더 많은 교통량을 허용한다. 이는 제한 속도가 있는 곳에서 이동 거리당 사망자 수가 더 낮다는 것을 의미한다.

### 유럽 연합 국가들과 비교한 도로 안전
1980년대까지 미국은 유럽 국가들보다 낮은 도로 사망률을 보였다. 이후 대부분의 유럽 국가들은 꾸준히 도로 안전을 개선하여 현재는 미국보다 낮은 사망률을 보인다.
| 이 그래프는 더 이상 지원되지 않는 레거시 그래프 확장 기능 을 사용하고 있습니다. 새로운 차트 확장 기능 으로 변환해야 합니다.                                                                                    | |
| - UE: 출처 UE - 미국: 출처 OECD/ITF (30일 후 사망자) 1990년, 2000년 및 2010년~2015년 기간 - EU28, ETSC - IIHS 2016 시리즈. - IIHS 2017 시리즈. - EU-27, 출처 유로스탯 - EU-27, 2020년 예비 추정치, 유럽 위원회 | |
| | 이 그래프는 더 이상 지원되지 않는 레거시 그래프 확장 기능을 사용하고 있습니다. 새로운 차트 확장 기능으로 변환해야 합니다. |

2020년 미국에서는 도로에 운전자가 줄었음에도 불구하고 사망자가 거의 38,680명으로 증가했다.
같은 해 EU에서는 도로에 운전자가 줄었기 때문에 사망자가 18,800명으로 감소했다.
그 해 미국에서는 EU보다 사망자가 115% 더 많았고, EU에서는 미국보다 53% 더 적었다.

### 인구별 UNECE 국가들과 비교한 도로 안전
2017년 인구 백만 명당 114명의 사망자를 기록한 미국은 키르기스스탄 (백만 명당 147명), 조지아 (백만 명당 139명), 카자흐스탄 (백만 명당 115명)보다 낮은 사망률을 보인다.
| 2019년 인구 백만 명당 사망자 수                                                                                             | |
| --- | --- |
| 이 그래프는 더 이상 지원되지 않는 레거시 그래프 확장 기능 을 사용하고 있습니다. 새로운 차트 확장 기능 으로 변환해야 합니다. | |
| * 출처: 영국 통계청 | |
| | 이 그래프는 더 이상 지원되지 않는 레거시 그래프 확장 기능을 사용하고 있습니다. 새로운 차트 확장 기능으로 변환해야 합니다. |

### 문화적 및 정치적 차이

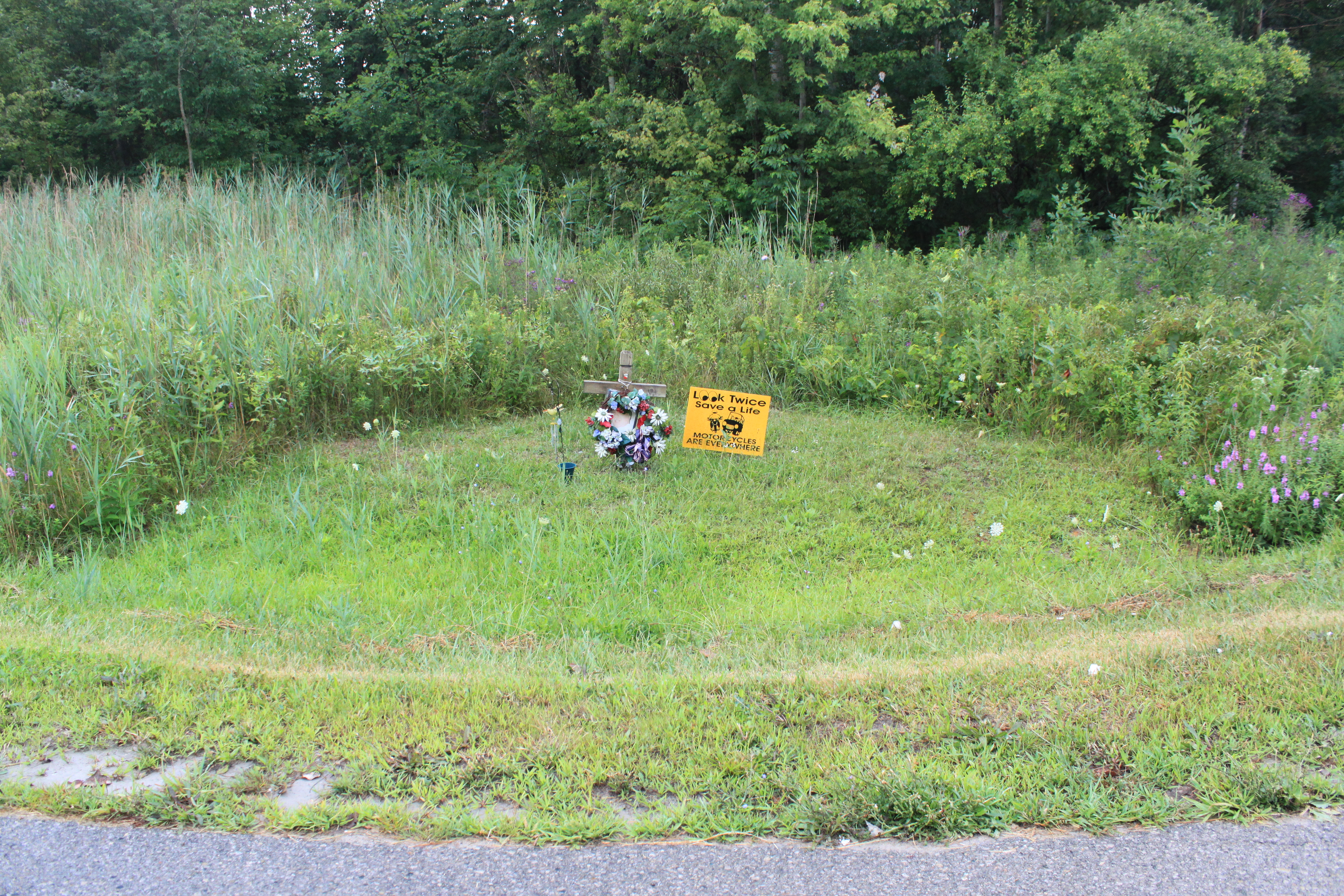
미시간주에서 오토바이 사고로 사망한 사람을 추모하는 기념비

#### 자동화된 단속
빨간불 및 속도 제한 단속 카메라는 미국 주 절반 정도에서 사용되며, 전체적으로 미국은 다른 많은 부유 국가보다 기술 채택이 느렸다. 대중의 반대는 주로 카메라가 수입을 올리는 데 사용된다는 점에 집중되며, 노란불이 의도적으로 짧게 설정되거나(민간 운영 시스템의 일부 계약에 명시됨) 카메라가 잘못 보정되어(샌프란시스코에서 발생한 경우처럼) 운전자에게 부당하게 벌금을 부과한다는 불만이 제기된다. 이러한 주장에도 불구하고, 많은 연구는 이 기술이 전반적으로 충돌 사고, 특히 위험한 "T-본" 직각 충돌 사고를 줄인다는 것을 발견했지만, 일부 연구에서는 부주의하거나 과속하는 운전자가 벌금을 피하기 위해 갑자기 브레이크를 밟을 때 후방 추돌 사고가 증가할 수 있다는 것을 발견했다. 다른 우려 사항으로는 카메라가 설치되는 위치에 대한 사생활 침해 및 인종적 편견이 포함된다.
자동화된 단속은 여러 면에서 헌법에 위배된다는 이의 제기가 있었지만, 법원은 일반적으로 이러한 주장을 받아들이지 않았다. 미주리주 세인트루이스의 적신호 프로그램은 차량 소유자가 운전하고 있다고 추정했기 때문에 주 대법원에 의해 기각되었다. 2012년 교통법안은 어린이 보호구역 이외의 자동 교통 단속에 대한 연방 자금 지원을 금지했으며, 2016년 교통법안에서도 계속되었다. 2021년 인프라 투자 및 일자리 법안은 이러한 금지를 해제하고, 이러한 또는 다른 교통 안전 목적에 사용될 수 있는 15억 6천만 달러의 자금을 포함했다. 주 고속도로 안전 협회는 지역 사회 우려 사항을 해결하기 위한 권고 사항을 담은 보고서를 발표했다.
- 수입을 시스템 및 기타 교통 안전 조치에만 사용한다.
- 충돌 데이터로 정당화되는 곳에만 카메라를 설치하고, 다른 안전 개선 조치도 함께 시행한다.
- 계획 과정에 지역 사회를 참여시키고, 선택된 위치와 선택 기준을 널리 알린다.
- 다른 주와의 협약을 통해 타주 운전자들이 벌금을 회피할 수 없도록 한다.

#### 미흡한 도로 안전 감독
연방항공국의 강력한 규제로 항공 사고가 극적으로 감소했지만, 도로 안전에 대한 연방 규제는 미약하며 많은 문제가 주 정부에 맡겨져 있다. 의회는 때때로 주 정부가 특정 안전 조치를 채택하도록 재정적 인센티브를 사용하지만, 이는 느린 채택 또는 재정적 인센티브가 종료될 때 후퇴로 이어질 수 있다.

### 이동 거리별 다른 국가들과의 안전 비교

#### 이동 거리별 교통안전 비교
| 이 그래프는 더 이상 지원되지 않는 레거시 그래프 확장 기능 을 사용하고 있습니다. 새로운 차트 확장 기능 으로 변환해야 합니다. | |
| - 출처: caranddriver, 미국 교통부 - 출처: OECD                                                                              | |
| | 이 그래프는 더 이상 지원되지 않는 레거시 그래프 확장 기능을 사용하고 있습니다. 새로운 차트 확장 기능으로 변환해야 합니다. |

| 2016년 km당 사망자 수 | |
| --- | --- |
| 이 그래프는 더 이상 지원되지 않는 레거시 그래프 확장 기능 을 사용하고 있습니다. 새로운 차트 확장 기능 으로 변환해야 합니다. | |
| * 출처: OECD 미국의 국가 전략 및 목표는 2019년 말까지 1억 차량 킬로미터당 6.34명 사망자 수이다.                             | |
| | 이 그래프는 더 이상 지원되지 않는 레거시 그래프 확장 기능을 사용하고 있습니다. 새로운 차트 확장 기능으로 변환해야 합니다. |

#### 이동 거리별 기차 안전 비교

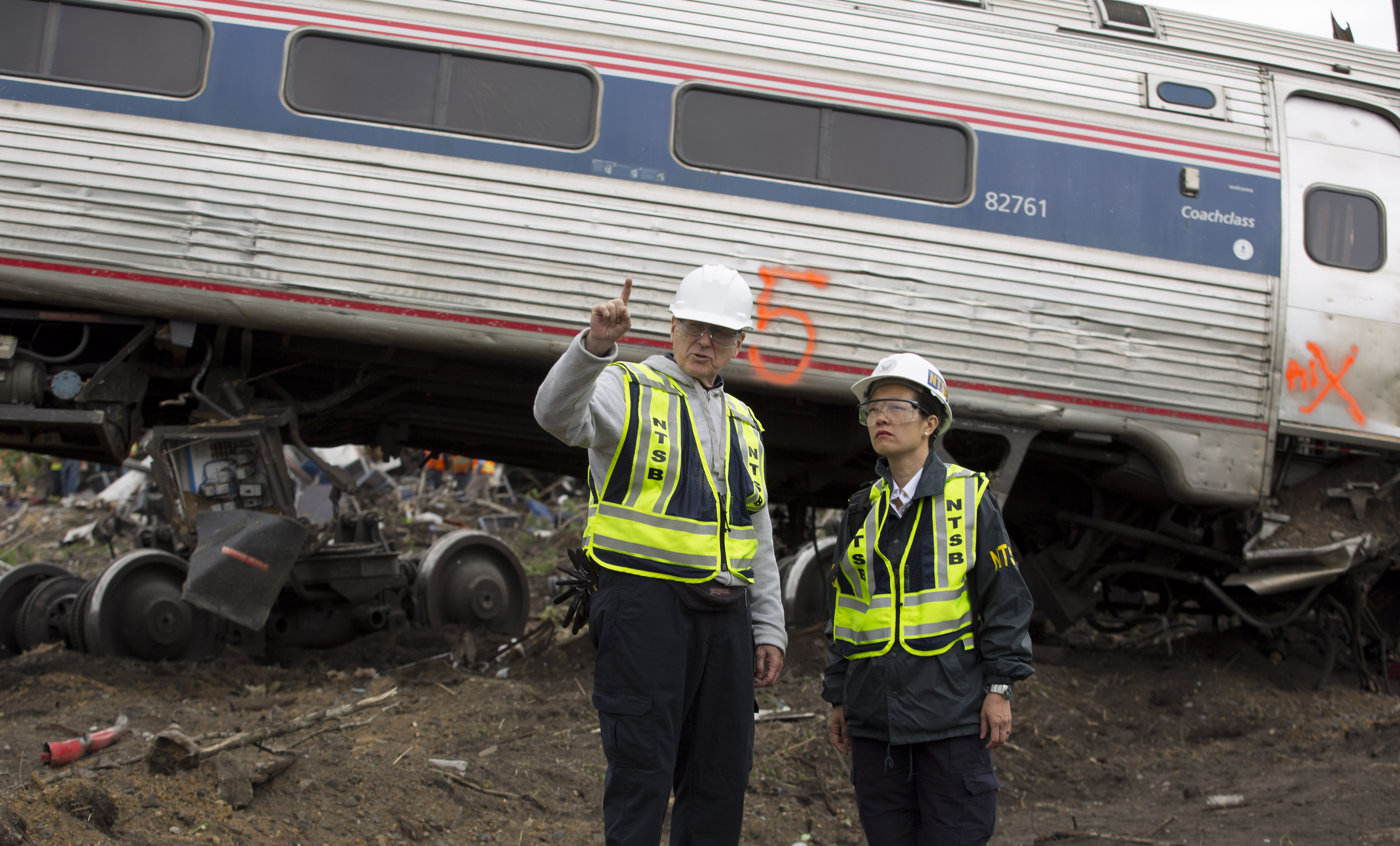
NTSB 조사관들이 2015년 필라델피아 철도 탈선 사고 현장에 있다.

|  | 이 그래프는 더 이상 지원되지 않는 레거시 그래프 확장 기능을 사용하고 있습니다. 새로운 차트 확장 기능으로 변환해야 합니다. |

|  | 이 그래프는 더 이상 지원되지 않는 레거시 그래프 확장 기능을 사용하고 있습니다. 새로운 차트 확장 기능으로 변환해야 합니다. |

### 캐나다와 비교
미국의 추세는 차량, 속도 카메라, 대중교통, 휘발유 가격 및 이동 거리와 같은 다양한 요인으로 인해 캐나다보다 좋지 않다.

## 교통안전
2021년에는 인구 100만 명당 도로 사망자 수가 미국이 다른 모든 OECD 국가보다 많았다. 국가고속도로교통안전국은 이 사망자의 대부분을 인적 오류로 돌렸으나, 이는 국가교통안전위원회 위원장 제니퍼 호먼디와 다른 안전 옹호자들에 의해 오해의 소지가 있고 부정확하다는 비판을 받았다.

### 로드 투 제로
로드 투 제로는 2050년까지 사망자 수를 0으로 줄이는 것을 목표로 하는 비전 제로 이니셔티브이다.

### 농촌 대 도시
2021년 기준 농촌 지역의 (백만) VMT(차량-마일 주행) 대비 사망률은 도시 지역보다 50% 높다.
2012년부터 2021년까지 도시 지역의 연간 사망자는 15,371명에서 25,598명으로 67% 증가했다.
동시에 매년 발생하는 사망자 수는 18,367명에서 17,103명으로 7% 감소했다.
2016년 미국의 농촌 사망자는 18,590명, 도시 사망자는 17,656명이었다. 따라서 사망자의 48%는 도시 지역에서, 52%는 농촌 지역에서 발생했다.
이동 마일을 고려하면, 농촌 도로에서는 1억 마일당 1.96명의 사망자가 발생할 위험이 있었고, 도시 도로에서는 1억 마일당 0.79명의 사망자가 발생할 위험이 있었다.
2018년에는 농촌 사망자가 16,410명, 도시 사망자가 19,499명이었고, 651명은 위치가 파악되지 않았다. 따라서 사망자의 53%는 도시 지역에서, 45%는 농촌 지역에서 발생했으며, 2%는 위치가 파악되지 않았다.
2021년에는 농촌 사망자가 17,103명, 도시 사망자가 25,598명이었고, 238명은 위치가 파악되지 않았다. 따라서 사망자의 60%는 도시 지역에서, 40%는 농촌 지역에서 발생했으며, 2%는 위치가 파악되지 않았다.
다른 국가들의 비율은 다음과 같다.
- 2016년 캐나다에서는 도시 지역 (제한 속도 60km/h 미만)에서 사망자의 47%, 농촌 지역 (제한 속도 60km/h 초과)에서 사망자의 53%가 발생했다.[64]
- 2015년 유럽 연합에서는 도시 도로 (폴란드를 제외하고 보통 제한 속도 50km/h 미만)에서 사망자의 37%, 고속도로에서 8%, 농촌 비고속도로 도로 (보통 제한 속도 50km/h 초과)에서 55%가 발생했다.[65]

|  | 이 그래프는 더 이상 지원되지 않는 레거시 그래프 확장 기능을 사용하고 있습니다. 새로운 차트 확장 기능으로 변환해야 합니다. |

|  | 이 그래프는 더 이상 지원되지 않는 레거시 그래프 확장 기능을 사용하고 있습니다. 새로운 차트 확장 기능으로 변환해야 합니다. |

|  | 이 그래프는 더 이상 지원되지 않는 레거시 그래프 확장 기능을 사용하고 있습니다. 새로운 차트 확장 기능으로 변환해야 합니다. |

|  | 이 그래프는 더 이상 지원되지 않는 레거시 그래프 확장 기능을 사용하고 있습니다. 새로운 차트 확장 기능으로 변환해야 합니다. |

2010년에서 2019년까지,
- 농촌 도로의 안전은 같은 이동 거리임에도 불구하고 2010년 18,089명에서 2019년 16,340명으로 개선되었다.
- 도시 도로 사망자는 34% 증가했으며, 도시 이동 거리는 15% 증가했다.
  - 보행자 사망자는 62% 증가했으며,[66]
  - 자전거 운전자 사망자는 49% 증가했다.[66]

### 주별 사망률
2019년 기준으로 미시시피주와 앨라배마주는 인구 10만 명당 각각 25.2명과 20.6명의 자동차 사망자 수로 미국 주들 중 가장 높은 사망률을 보였다. 2015년에는 1억 마일 주행당 사망률이 매사추세츠주의 0.52명에서 사우스캐롤라이나주의 1.89명까지 다양했다. (매사추세츠주 사망률은 10억 차량-km당 약 3.25명, 사우스캐롤라이나주 사망률은 10억 차량-km당 약 11.8명에 해당한다.) 사우스캐롤라이나주, 노스다코타주 및 텍사스주에서는 도로 사망자의 40% 이상이 음주 운전(DUI)으로 인한 것으로 보고되었다. 1인당 차량-마일 주행 대 인구 10만 명당 사망자 수를 나타낸 그래프는 몬태나주, 사우스캐롤라이나주 및 웨스트버지니아주를 예상보다 높은 사망자 수를 보이는 이상치로 보여준다.
안전벨트 법규의 시행 및 준수는 주마다 다르다. (2015년에 1억 마일 주행당 사망률이 가장 낮았던 매사추세츠주는 안전벨트 사용률이 가장 낮은 주 중 하나였다.) 일부 주에서는 오토바이 헬멧 착용을 의무화하지만 다른 주에서는 그렇지 않으며, 일리노이주, 아이오와주 및 뉴햄프셔주는 헬멧 관련 법규가 전혀 없다. 제한 속도, 교통 밀도, 지형, 기후 및 기타 여러 요인들이 주별 사고율의 차이에 영향을 미친다. 텍사스주, 유타주 및 로드아일랜드주의 제한 속도는 절대적인 제한 속도라기보다는 일응 제한 속도이다. 이는 해당 주에서 운전자가 속도가 합리적이고 신중했음을 증명할 수 있다면 과속 위반에 대해 방어할 수 있도록 한다. 좋은 운전 조건에서는 일응 제한 속도를 적용하는 주에서 많은 운전자들이 경찰이 단속에 어느 정도 관용을 보일 것이라고 (대개는 정확하게) 추정한다. 절대적인 제한 속도를 적용하는 주에서도 단속 및 처벌은 주마다 다르다. 이러한 이유들과 다른 이유들로 인해 주 간 비교는 어렵다. 주간고속도로의 제한 속도를 55mph에서 65, 70, 75mph로 상향 조정하는 것에 대한 많은 연구가 있었다. 일부 연구는 제한 속도가 상향 조정된 주간고속도로에서 사망률이 유의미하게 증가했다고 밝혔다. 55mph에서 65mph로의 변경을 조사한 한 연구는 주간고속도로 제한 속도가 높아지면서 덜 안전한 보조 고속도로에서 더 안전한 주간고속도로로 교통량이 유도되어 전반적인 고속도로 안전이 향상되었다고 밝혔다. 일부 주에서 80mph(텍사스 유료 고속도로의 한 구간에서는 85mph)로의 제한 속도 변경은 비교적 최근이므로, 아직 강력한 분석은 이용할 수 없다. 비공식적인 증거에 따르면 실제 차량 속도는 제한 속도만큼 증가하지 않았다. 또한, 경찰은 새로운 높은 제한 속도를 이전 제한 속도보다 더 엄격하게 시행할 수 있다. 일부 주에서는 경찰이 음주 운전 및 산만 운전에 더 집중하도록 자원을 재할당했다. 높은 제한 속도는 주로 공화당 성향의 농촌 주에서 시행된다. 많은 공화당 유권자들에게 제한 속도(및 안전벨트 법규)는 개인의 자유 침해로 여겨진다. 교통 역사가 오언 구트프런드에 따르면, 주 정부는 제한 속도를 높이는 것이 "쉬운 규제 승리처럼 들리기" 때문에 제한 속도를 높일 수 있다. 이는 "정부가 귀찮게 하지 않도록" 하는 간단한 방법이다.
반면에, 미국고속도로안전보험협회에 따르면, 파머(Farmer)는 1993년부터 2013년까지 주 및 도로 유형별 10억 마일 주행당 사망자 수를 비교한 새로운 연구(도시 도로는 포함하지 않음)를 수행하여, 최대 제한 속도를 5mph (8km/h) 증가시킬 때 일부 도로에서는 사망자가 4%, 주간 고속도로 및 고속도로에서는 8% 증가한다는 결론을 내렸다.
어쨌든 이러한 효과와 더 안전한 자동차들이 함께 완화된다.

### 도로 이용자 계층별

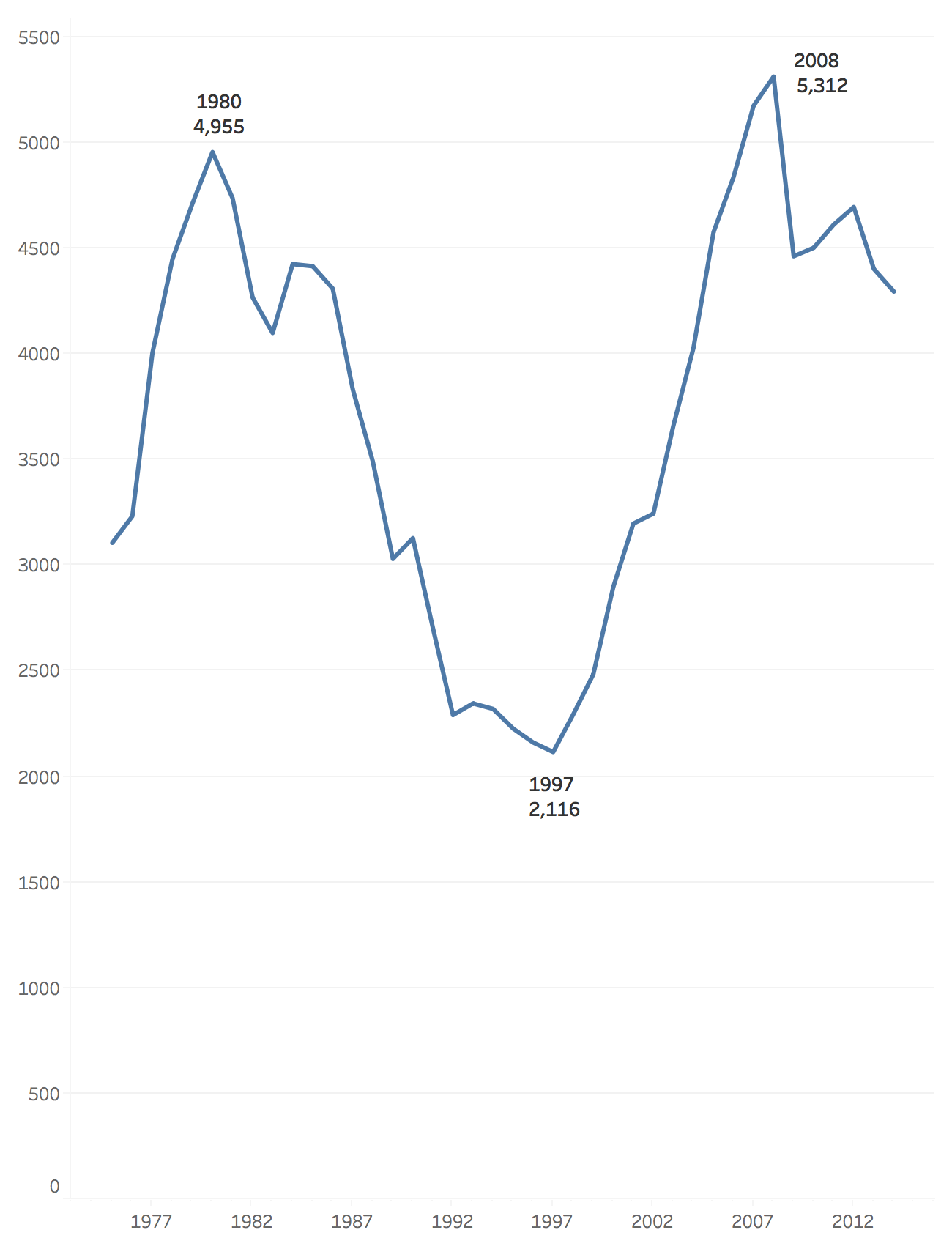
연도별 미국 오토바이 사망률

교통사고 사망에 연루된 도로 이용자 계층은 주마다 다르다. 그러나 2016년 많은 미국 주 중 와이오밍주는 SUV 및 픽업트럭 탑승자 관련 사망 비율이 높고, 매사추세츠주는 승용차 탑승자 사망 비율이 가장 높으며, 컬럼비아 특별구는 오토바이 운전자 사망 비율이 가장 높다.
컬럼비아 특별구와 뉴욕주는 보행자 사망 비율이 가장 높다.
| 2016년 도로 이용자 유형별 자동차 사고 사망자 수                                                                             | |
| 이 그래프는 더 이상 지원되지 않는 레거시 그래프 확장 기능 을 사용하고 있습니다. 새로운 차트 확장 기능 으로 변환해야 합니다. | |
| 출처: IIHS. | |
| | 이 그래프는 더 이상 지원되지 않는 레거시 그래프 확장 기능을 사용하고 있습니다. 새로운 차트 확장 기능으로 변환해야 합니다. |

| 이 그래프는 더 이상 지원되지 않는 레거시 그래프 확장 기능 을 사용하고 있습니다. 새로운 차트 확장 기능 으로 변환해야 합니다. | |
| 출처: NHTSA | |
| | 이 그래프는 더 이상 지원되지 않는 레거시 그래프 확장 기능을 사용하고 있습니다. 새로운 차트 확장 기능으로 변환해야 합니다. |

오토바이 운전자 사망자 수는 승용차 탑승자보다 적지만, 이동 거리당으로는 더 많다.
| 이 그래프는 더 이상 지원되지 않는 레거시 그래프 확장 기능 을 사용하고 있습니다. 새로운 차트 확장 기능 으로 변환해야 합니다. | |
| * 출처: NHTSA | |
| | 이 그래프는 더 이상 지원되지 않는 레거시 그래프 확장 기능을 사용하고 있습니다. 새로운 차트 확장 기능으로 변환해야 합니다. |

### 보행자 및 자전거 이용자

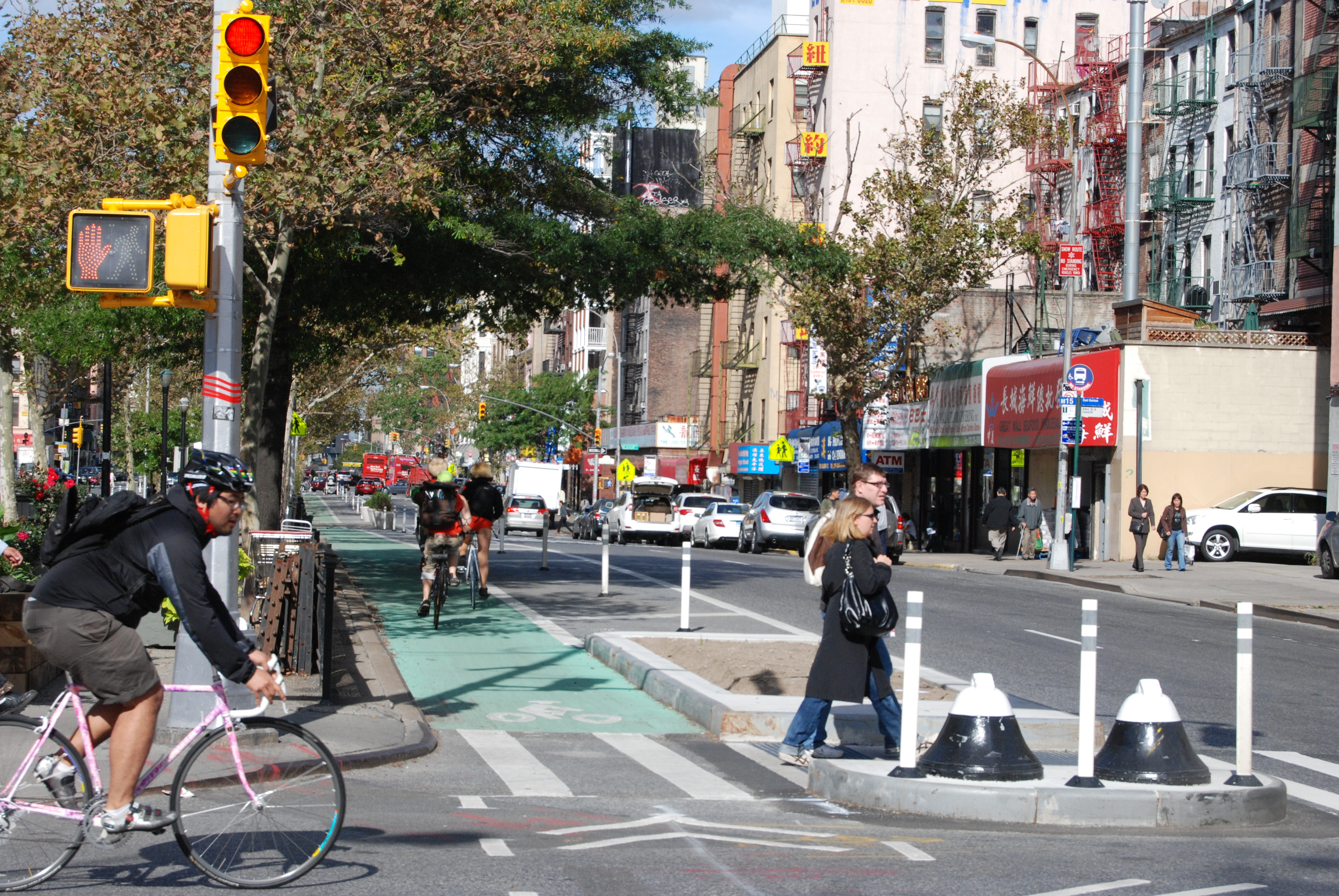
뉴욕시의 자전거 전용 시설

자동차는 에어백, 구조적 충돌 안전성 및 기타 개선 사항 덕분에 탑승자에게 더 안전해짐에 따라, 전체 자동차 사망자 중 보행자 사망자 비율은 2004년 11%에서 2014년 NHTSA 데이터에 따르면 15%로 꾸준히 증가했다. 자전거 이용자는 2014년 전체 교통 사망자의 2%를 차지했다.
| 2014년 사망 보행자, % 단위, 조명 수준별                                                                                     | |
| 이 그래프는 더 이상 지원되지 않는 레거시 그래프 확장 기능 을 사용하고 있습니다. 새로운 차트 확장 기능 으로 변환해야 합니다. | |
| 출처: GHSA (국가고속도로교통안전국이 발행한 분석 보고 시스템 (FARS) 기준)                                                   | |
| | 이 그래프는 더 이상 지원되지 않는 레거시 그래프 확장 기능을 사용하고 있습니다. 새로운 차트 확장 기능으로 변환해야 합니다. |

| 미국 보행자 사망자 수 (백만 명당)                                                                                           | |
| --- | --- |
| 이 그래프는 더 이상 지원되지 않는 레거시 그래프 확장 기능 을 사용하고 있습니다. 새로운 차트 확장 기능 으로 변환해야 합니다. | |
| 출처: GHSA | |
| | 이 그래프는 더 이상 지원되지 않는 레거시 그래프 확장 기능을 사용하고 있습니다. 새로운 차트 확장 기능으로 변환해야 합니다. |

### 대형 트럭
IIHS에 따르면 대형 트럭의 후방 충돌 안전은 전방 충돌 경고 시스템으로 44%, 자동 긴급 제동 시스템으로 41% 개선될 수 있다.
미국에서는 대형 차량에 대한 자동 긴급 제동(AEB)이 의무 사항이 아니지만, 유럽 연합에서는 의무 사항이다.

### 운전면허 소지자당 사망률
자동차 사망자 수는 운전면허 소지자당으로도 계산할 수 있다. 1990년부터 2009년까지 이 수치는 지속적으로 개선되어 1990년 3,745명 운전면허 소지자당 1명 사망에서 2009년 6,200명 운전면허 소지자당 1명 사망으로 감소했다. 워싱턴 D.C., 볼티모어, 보스턴, 프로비던스, 필라델피아, 뉴어크, 하트퍼드, 뉴헤이븐, 스프링필드, 우스터 매사추세츠주를 포함한 혼잡하고 교통 체증이 심한 북동부 도시들은 자동차 사고가 발생할 가능성이 가장 높았다. NHTSA는 사고 분석 보고 시스템을 통해 자동차 사망자가 여전히 젊은 성인의 주요 사망 원인이라고 밝혔다.

### 위험 요인

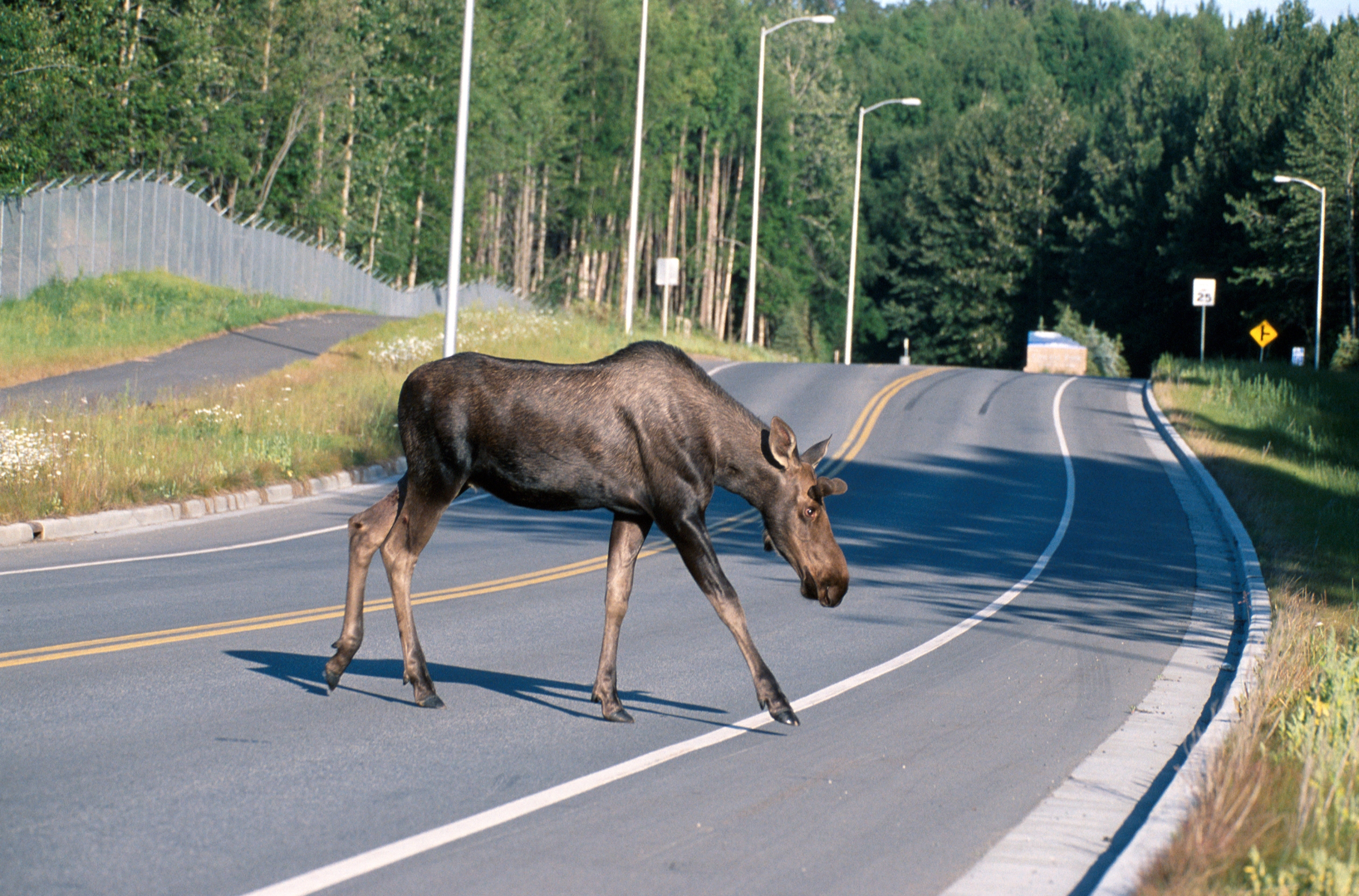
알래스카주에서 도로를 건너는 말코손바닥사슴 (북미말코손바닥사슴)

농촌 비-주간 고속도로는 특히 위험하다. 대부분은 주간 고속도로보다 낮은 기준으로 건설된 2차선 비분리 고속도로이다. 운전자는 음주 운전하거나 안전벨트를 착용하지 않았을 가능성이 높다. 과속은 흔하다. 사슴, 와피티사슴, 말코손바닥사슴이 고속도로를 건너는 것이 도시 고속도로에 비해 위험을 더한다. 외딴 지역에서 사고가 발생할 경우, 부상당한 피해자들은 생명을 구할 응급 의료 처치를 제때 받지 못할 수 있다.
개인 차량 운전 중 발생하는 많은 사고는 주의 산만 운전으로 인해 발생한다. AAA에 따르면, 주의 산만은 십대 자동차 사고의 60%에서 중등도에서 심각한 요인으로 작용한다. 특히, 승객 및 휴대폰 상호 작용이 사고의 27%를 차지하여 주요 원인이 되었다. 운전자가 목표물(도로)에서 시선을 돌리는 것도 19%를 차지했다.
안전벨트 미착용은 중요한 위험 요인이다. 몬태나주 고속도로 순찰대장 톰 버틀러 대령에 따르면, 2015년 예비 데이터에 따르면 224명의 차량 탑승자 사망자 중 178명이 안전벨트를 착용하지 않았다. 2015년 몬태나주에서 안전벨트 미착용에 대한 벌금은 20달러였다. 그 해 농촌 주간고속도로의 제한 속도가 75mph에서 80mph로 증가했음에도 불구하고, 주 전체에서 사고와 사망자 수가 가장 크게 증가한 곳은 보조 도로였다. 몬태나주의 마을 외곽에 있는 2차선 도로에서 43명이 사망했으며, 이 도로는 미국 또는 주 고속도로가 아니었다.
농촌 지역 주에서는 평균 이동 시간이 더 길어 운전자 피로가 인구 밀도가 높은 주보다 더 중요한 위험 요소일 수 있다. 하루 운전 시간과 사고율에 대한 대부분의 데이터는 운행 기록을 유지해야 하는 상업용 운전자를 대상으로 한다. (다음 섹션 참조)
인적 요인은 사망을 초래하는 다양한 요인 중 더 중요한 요인 중 하나이다.
미국 자동차의 증가와 함께, 이 움직이는 성 안의 운전자와 승객의 사망자 수는 22% 감소했다. 그러나 보행자 수는 57% 증가했다. 하와이 대학교 경제학과 저스틴 틴달 조교수는 미국인들이 더 작은 차량을 고수했다면 2000년에서 2018년 사이에 8,000명의 보행자 생명을 구할 수 있었을 것이라고 추정한다.
|  | 이 그래프는 더 이상 지원되지 않는 레거시 그래프 확장 기능을 사용하고 있습니다. 새로운 차트 확장 기능으로 변환해야 합니다. |

|  | 이 그래프는 더 이상 지원되지 않는 레거시 그래프 확장 기능을 사용하고 있습니다. 새로운 차트 확장 기능으로 변환해야 합니다. |

FDOT에 따르면:
- "과속을 과실과 비교할 때, 규정 속도보다 4MPH 이상으로 운전하는 운전자는 과실에 과도하게 많이 나타났다. 과속량이 증가할수록 과도하게 나타나는 정도도 증가하지만, 심지어 5-9마일 초과에서도 운전자들은 과실에 2.0배 이상 과도하게 나타났다."
- "음주 운전자는 섭취한 알코올 양에 따라 사고에서 3.5배에서 18배까지 과실이 있을 가능성이 높았다."

|  | 이 그래프는 더 이상 지원되지 않는 레거시 그래프 확장 기능을 사용하고 있습니다. 새로운 차트 확장 기능으로 변환해야 합니다. |

|  | 이 그래프는 더 이상 지원되지 않는 레거시 그래프 확장 기능을 사용하고 있습니다. 새로운 차트 확장 기능으로 변환해야 합니다. |

### 원인
몇 가지 원인이 관련되어 있다.
| 원인                       | NHTSA 2018 표기                            | NHTSA 2018 치명적인 운전자 사고 | NHTSA 2018 치명적인 운전자 사고 |
| 원인                       | NHTSA 2018 표기                            | 수                              | %                               |
| -------------------------- | ------------------------------------------ | ------------------------------- | ------------------------------- |
| 관광객                     |                                            |                                 |                                 |
| 주의 산만 운전             | 주의 산만 운전자                           | 2,688                           | 5.22                            |
| 음주 운전                  | BAC .08+ g/dL                              | 10,011                          | 19.44                           |
| 과속                       | 과속                                       | 12,974                          | 25.2                            |
| 난폭 운전                  |                                            |                                 |                                 |
| 비                         | 비 (안개)                                  | 4,202                           | 8.16                            |
| 빨간불 무시                |                                            |                                 |                                 |
| 야간 운전                  | 어둡거나, 약간의 조명                      | 22,517                          | 43.73                           |
| 설계 결함                  |                                            |                                 |                                 |
| 꼬리물기                   |                                            |                                 |                                 |
| 역주행 또는 부적절한 회전  |                                            |                                 |                                 |
| 십대 운전자                | 15–20세                                    | 6,944                           | 13.49                           |
| 약물                       |                                            |                                 |                                 |
| 포트홀                     | 열악한 도로 상태 (웅덩이, 포트홀, 얼음 등) | 208                             | 0.4                             |
| ...                        | MHE 전신주 + 지지대                        | 962                             | 1.87                            |
| ...                        | MHE 나무                                   | 3,305                           | 6.42                            |
| 타이어 펑크                | 펑크/편평 타이어                           | 165                             | 0.32                            |
| 동물 횡단 (사슴–차량 충돌) | MHE 살아있는 동물                          | 130                             | 0.25                            |
| 동물 횡단 (사슴–차량 충돌) | 충돌 전 사건: 도로의 동물                  | 245                             | 0.48                            |
| 건설 현장                  | 작업 구역                                  | 1179                            | 2.29                            |

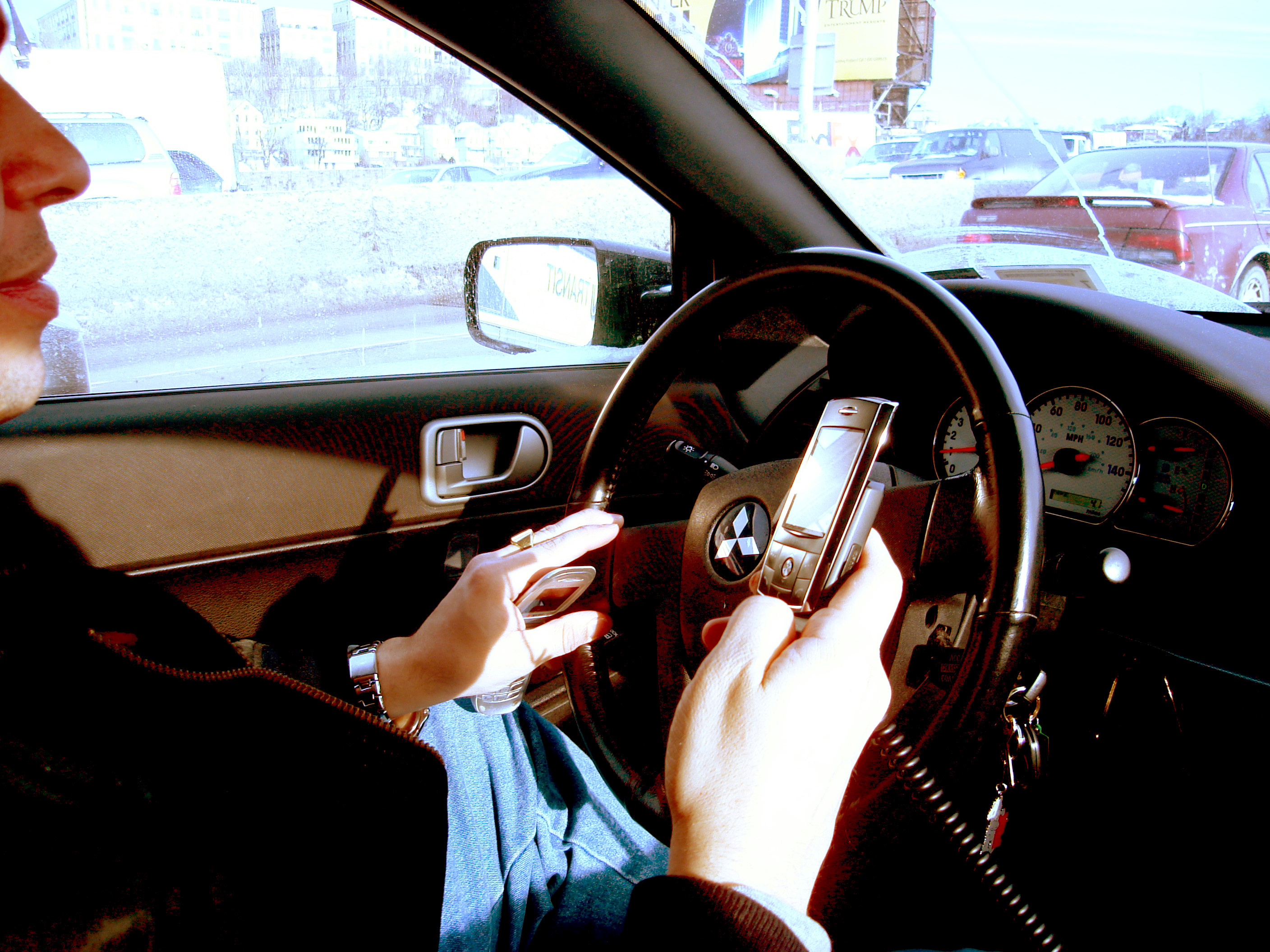
휴대폰 사용 시 주의 산만 운전
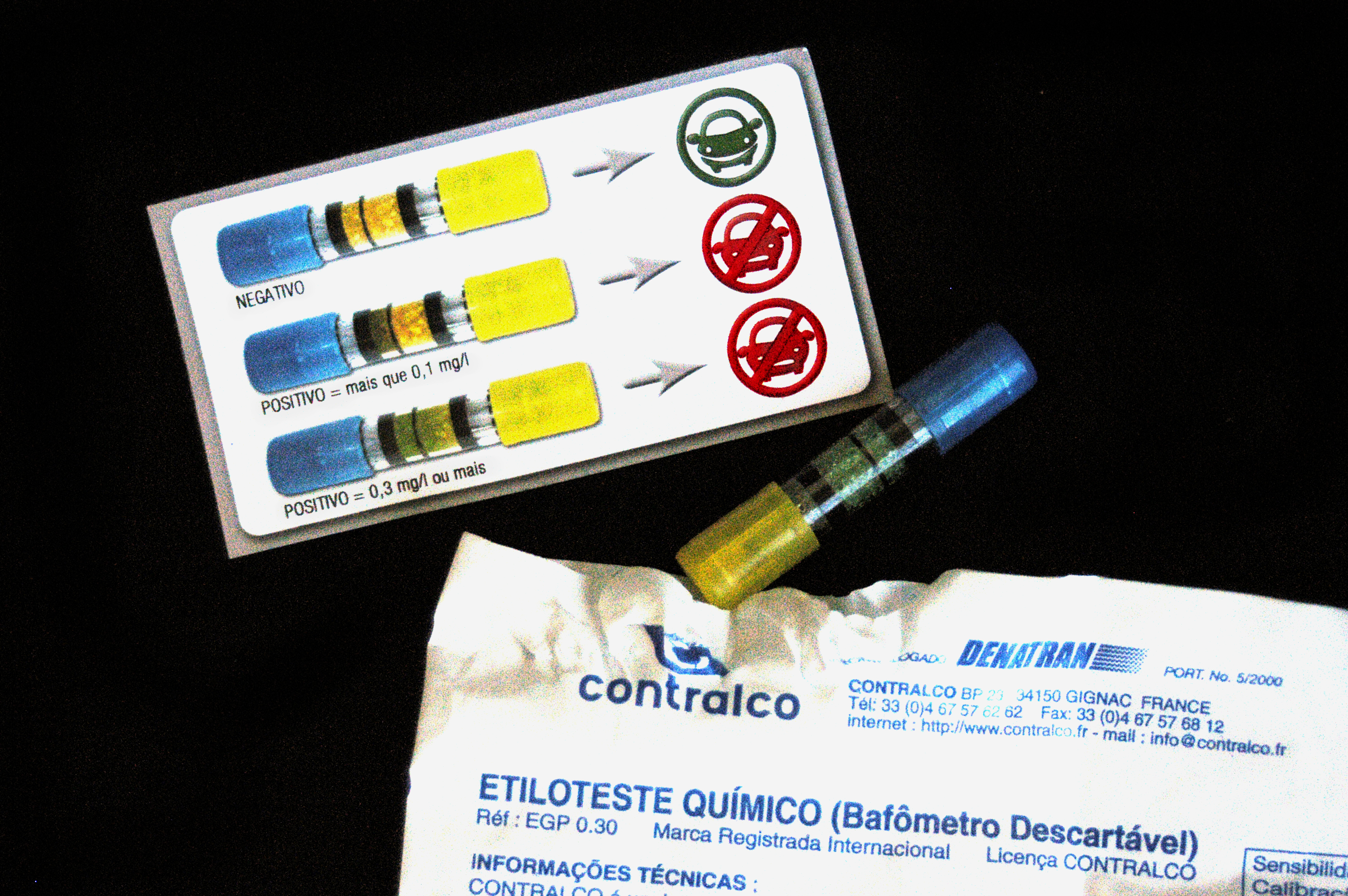
일회용 음주측정기
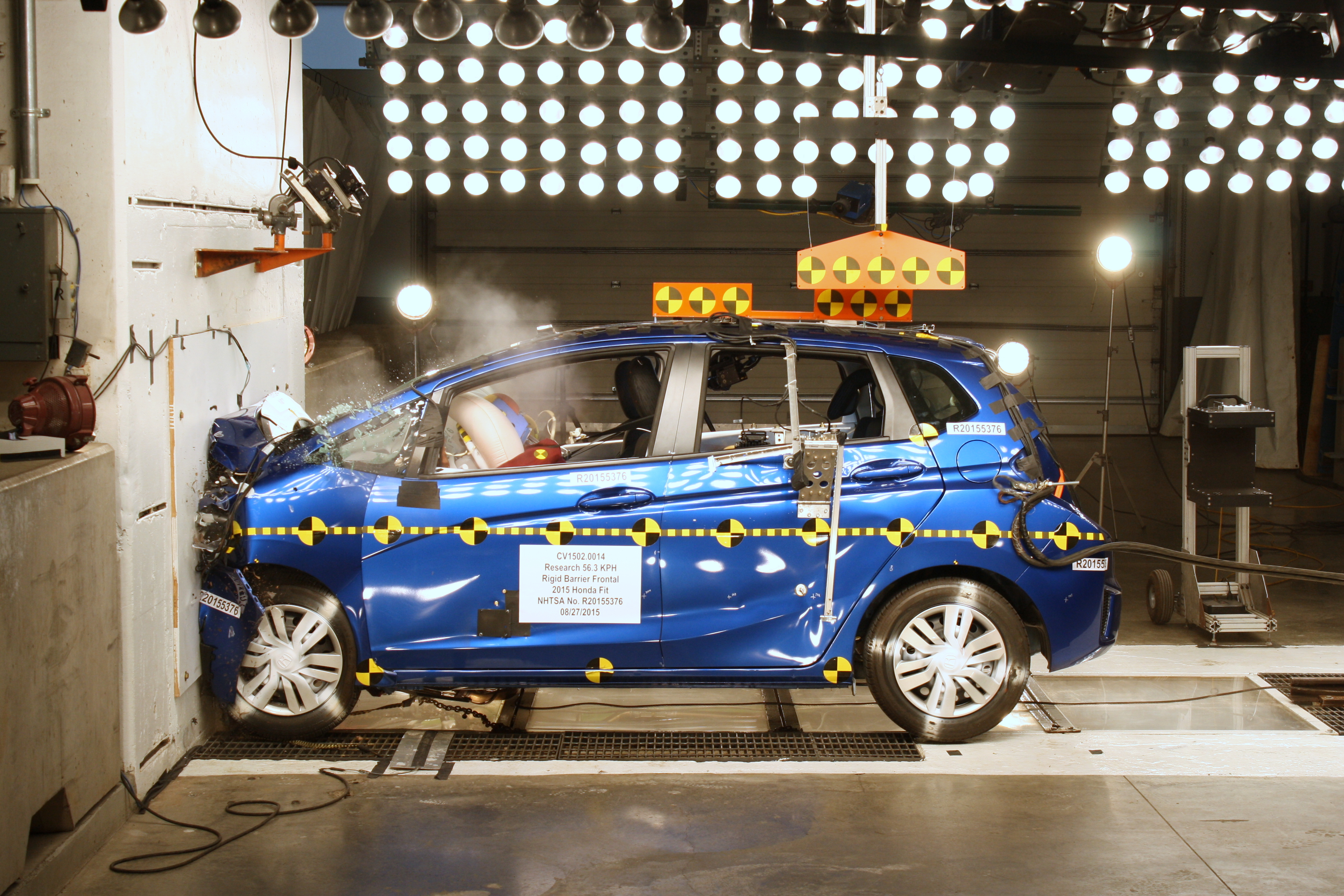
2016년 혼다 피트가 56km/h로 벽에 정면 충돌
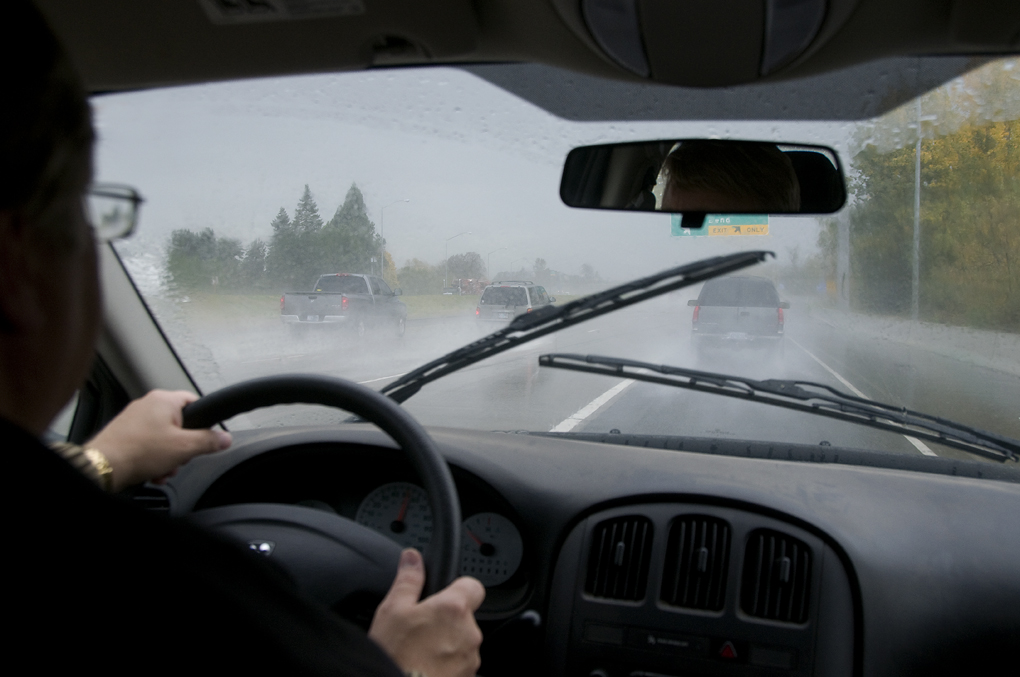
비 오는 날 운전
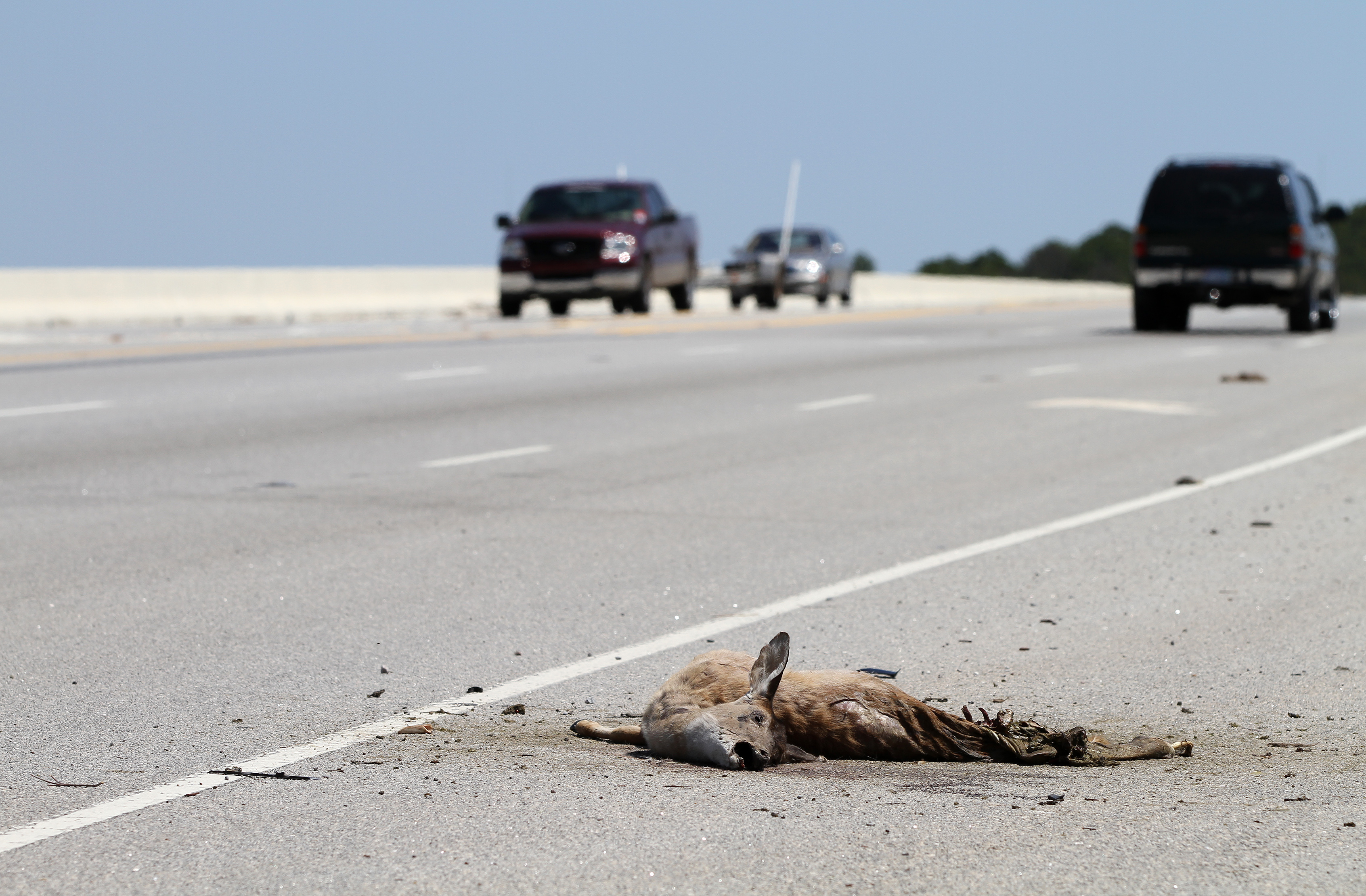
사우스캐롤라이나주 오케이티 고속도로에서 로드킬 당한 사슴
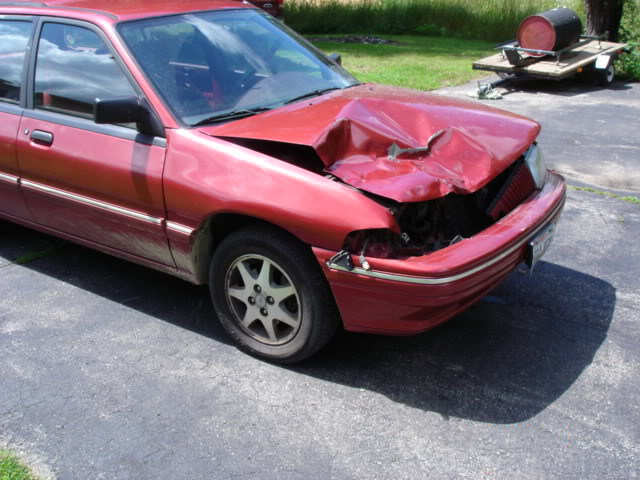
위스콘신주에서 흰꼬리사슴과 충돌한 후의 자동차
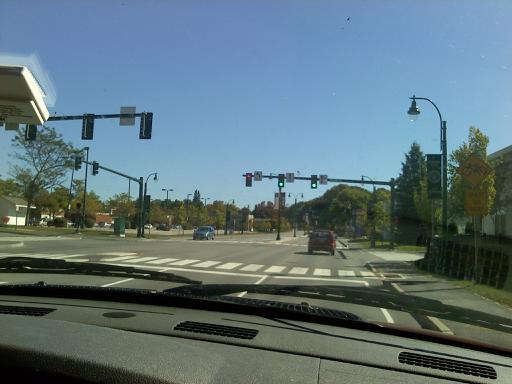
메인주 웨스트브룩의 신호등. 두 개의 녹색 직진 신호등 왼쪽에 빨간색 화살표가 있다.
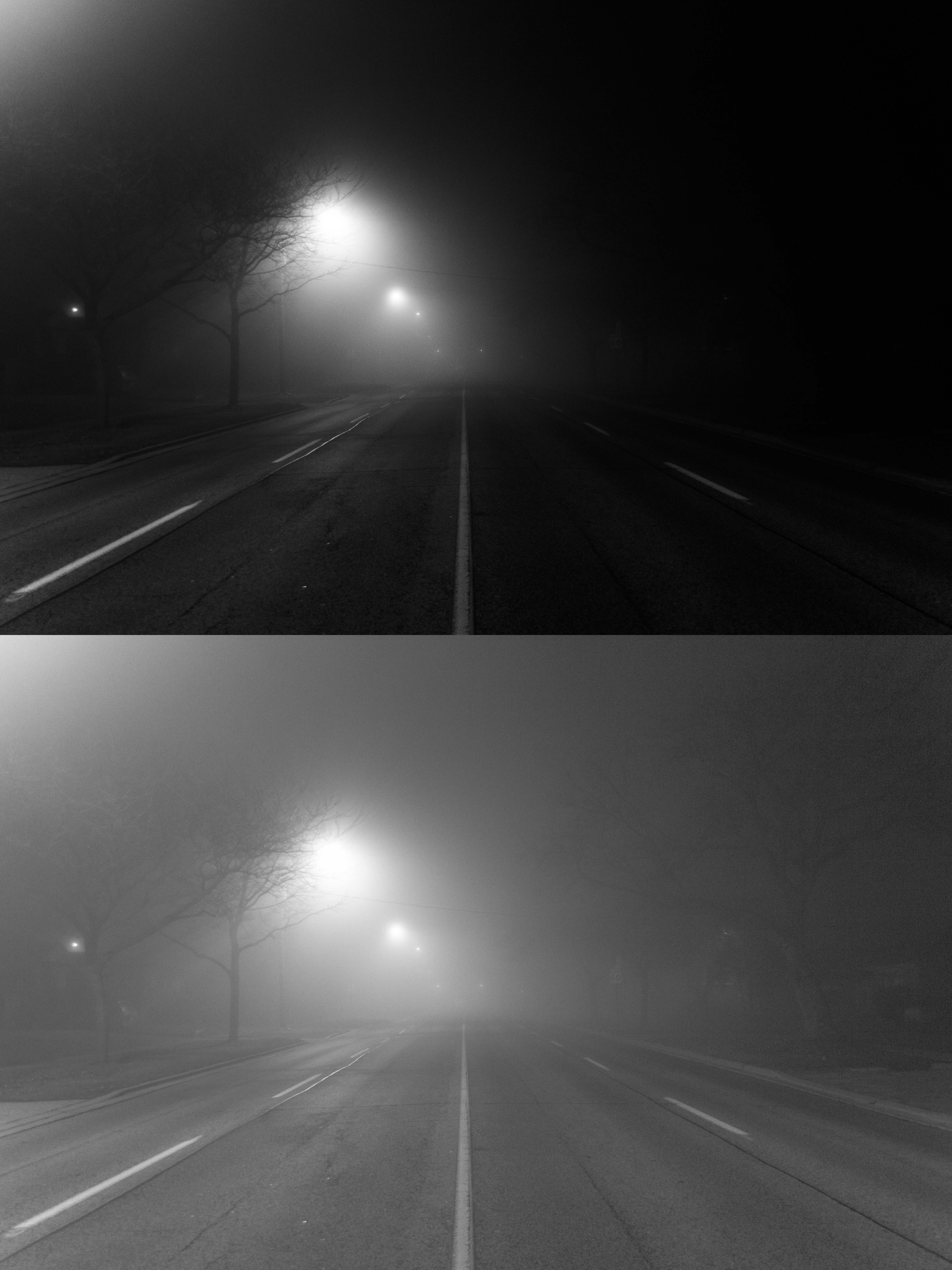
야간. 위: 인간; 아래: 더 넓은 시야
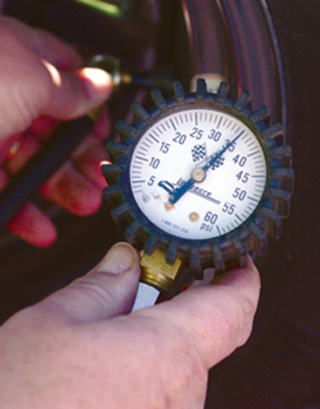
타이어 공기압 게이지

### 달력 요인
가장 치명적인 5일은 매년 115명 이상의 사망자를 발생시켜 5년 동안 최소 575명의 사망자를 기록했다.
- 7월 4일은 독립기념일 (미국)이다. 이 날 미국에서는 매년 일반적인 날보다 사망자가 25% 더 많다.[95]
- 11월 1일
- 8월 2일
- 10월 25일
- 8월 30일

토요일은 주말에 포함된다. 이 날 미국에서는 매년 일반적인 날보다 사망자가 20% 더 많다.

### 차량-마일 주행 (VMT)
VMT는 지역에 따라 다를 수 있으며, 2021년에는 버몬트주의 도시 지역에서 0.31에서 사우스캐롤라이나주의 농촌 지역에서 2.53까지 다양하다.
VMT가 증가함에 따라 사망자 수가 증가하는 것으로 이해되기도 하지만, VMT가 변하더라도 사망자 수가 상당히 안정적으로 유지될 수 있으므로 이는 항상 체계적인 것은 아니다.
|  | 이 그래프는 더 이상 지원되지 않는 레거시 그래프 확장 기능을 사용하고 있습니다. 새로운 차트 확장 기능으로 변환해야 합니다. |

|  | 이 그래프는 더 이상 지원되지 않는 레거시 그래프 확장 기능을 사용하고 있습니다. 새로운 차트 확장 기능으로 변환해야 합니다. |

## 교통수단별 비교
미국에서 자동차 사고로 인한 사망자와 대중교통 사고로 인한 사망자를 비교하면 그 차이가 엄청나다. 인용된 연구에 따르면, 미국 공공 도로에서는 매년 3만 명 이상이 사망한다. 모든 유형의 대중교통에서는 매년 150명 미만의 사망자가 발생한다.

### 운전 대 비행

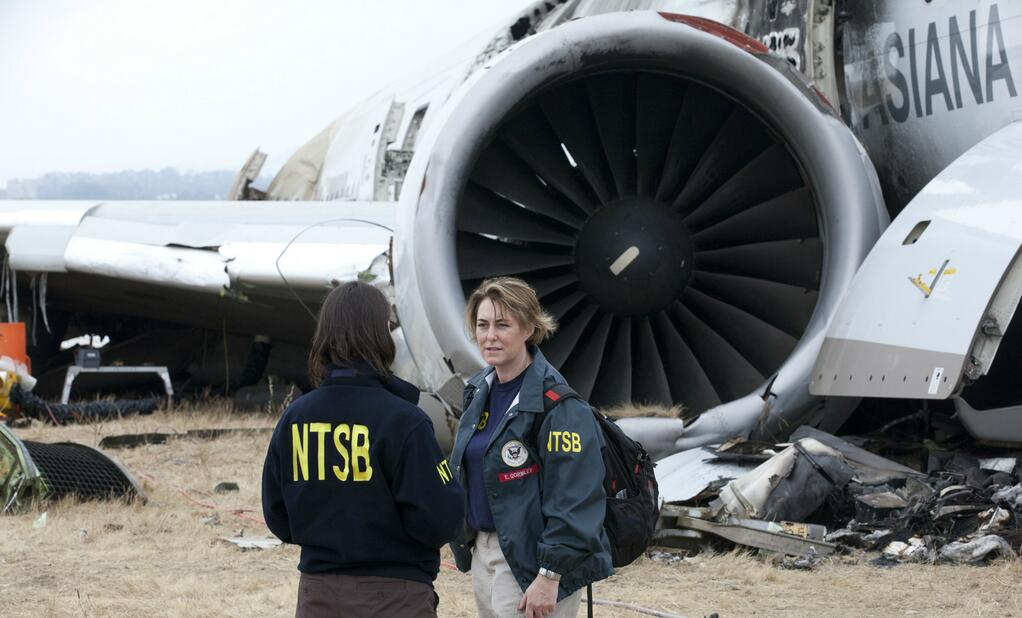
아시아나항공 214편 착륙 사고 현장의 NTSB "고 팀" 요원

2000년에서 2010년까지 미국의 상업 항공사에서 100억 승객-마일당 사망자 수는 약 0.2명이었고,
운전의 경우, 2000년에는 1억 차량-마일당 1.5명으로, 항공 여행율과 비교하면 100억 마일당 150명 사망이었다.
따라서 차량 교통의 마일당 위험은 상업 항공 여행의 마일당 위험보다 750배 높다.
비행에서 가장 큰 위험은 이착륙 시에 발생하며, 이는 장거리 항공 여행이 마일당 더 안전하다는 것을 의미한다. 단거리 비행에 사용되는 통근 항공기는 대형 제트기보다 위험이 더 높다. 거의 항상 진입 통제된 분리 고속도로인 미국 주간 고속도로에서 운전하는 것이 대부분의 다른 도로와 고속도로에서 운전하는 것보다 안전하다.
매년 평균 20명 미만의 사망자를 내는 미국의 대형 항공사 및 통근 항공사와 달리, 일반 항공 사망자 수는 매년 수백 명에 달한다. 대부분의 일반 항공 사고는 레저용 항공에 사용되는 단일 엔진 피스톤 구동 항공기와 관련이 있다.

### 항공 대 철도

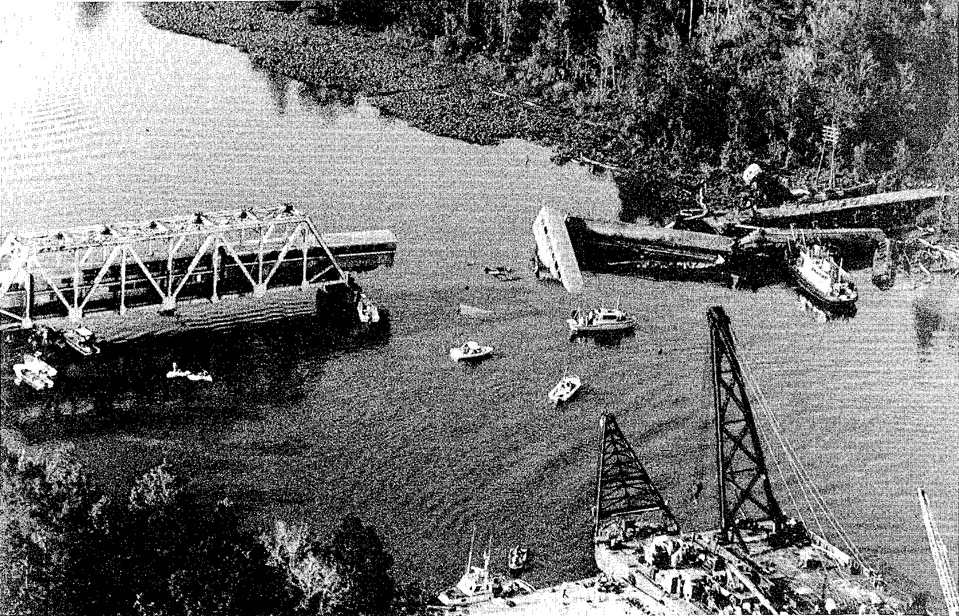
1993년 빅 바이유 커놋

| 이 그래프는 더 이상 지원되지 않는 레거시 그래프 확장 기능 을 사용하고 있습니다. 새로운 차트 확장 기능 으로 변환해야 합니다. | |
| - 출처: BTS | |
| | 이 그래프는 더 이상 지원되지 않는 레거시 그래프 확장 기능을 사용하고 있습니다. 새로운 차트 확장 기능으로 변환해야 합니다. |

### 철도 및 버스
철도 및 버스(코치 버스) 사고도 사망자를 발생시키지만, 대중교통은 개인 차량 운전보다 훨씬 덜 위험하다.
2014년부터 2016년까지 치명적인 철도 사망자는 227명, 234명, 231명이었다. 2016년에는 무단 침입자를 포함하여 사망자가 749명이었다.
| 이 그래프는 더 이상 지원되지 않는 레거시 그래프 확장 기능 을 사용하고 있습니다. 새로운 차트 확장 기능 으로 변환해야 합니다. | |
| - 출처: BTS | |
| | 이 그래프는 더 이상 지원되지 않는 레거시 그래프 확장 기능을 사용하고 있습니다. 새로운 차트 확장 기능으로 변환해야 합니다. |

## 조종사 및 운전자

운전 시간과 운전자 피로 관련 상업용 트럭 사고 비율 간의 관계를 나타낸 그래프.
출처: 연방 자동차 운송업체 안전국

운전자 피로는 특히 상업용 운전자에게 우려되는 문제이다. 운행 시간 규정은 연방 자동차 운송업체 안전국 (FMCSA)에서 발행하며, 미국에서 상업용 자동차 (CMV)를 운행하는 모든 사람의 근무 시간을 규정한다. 운전 시간과 운전자 피로 관련 상업용 트럭 사고 비율 간의 관계는 지수적 관계이다. (그래프 참조)
전문 트럭 운전자의 1억 마일당 사고율은 낮지만, 트럭 운전자가 주행하는 마일 수가 많기 때문에 트럭 운전은 위험한 직업이다. 미국 노동부 노동통계국 연간 직업 사망 보고서에 따르면, 2015년에는 트럭 운송 직업이 전체 직업 관련 사망자의 4분의 1을 차지하며, 다른 어떤 미국 직업보다 많았다. 2015년에는 운송 및 자재 이동 직업 (트럭 운전사와 항공 운송 종사자 모두 포함)의 풀타임 환산 노동자 10만 명당 치명적인 부상률이 14.7명이었다. 이는 농업, 어업, 임업 직업의 노동자보다 유의미하게 낮은 비율이었지만, 대부분의 다른 직업 범주에 비해 높은 비율이었다. 이 보고서는 항공기 조종사 및 항공 기관사의 풀타임 환산 노동자 10만 명당 치명적인 부상률을 따로 분류하지는 않았지만, 이들이 모든 노동자에 비해 높은 치명적인 부상률을 보였다고 언급했다. 2015년에는 항공기 조종사 및 항공 기관사 중 57명이 사망했다.

## 주별 안전
| 2013년 인구 백만 명당 미국 주별 사망률                                                                                      | |
| --- | --- |
| 이 그래프는 더 이상 지원되지 않는 레거시 그래프 확장 기능 을 사용하고 있습니다. 새로운 차트 확장 기능 으로 변환해야 합니다. | |
| - 출처: 시티랩 | |
| | 이 그래프는 더 이상 지원되지 않는 레거시 그래프 확장 기능을 사용하고 있습니다. 새로운 차트 확장 기능으로 변환해야 합니다. |

2006년부터 2015년까지 사망자 수는 42,642명에서 35,092명으로 (-17%) 감소했다. 이 기간 동안, 주 절반가량은 사망자 수를 20% 이상 줄였는데, 예를 들어 앨라배마주, 애리조나주, 아칸소주, 캘리포니아주, 컬럼비아 특별구, 하와이주, 일리노이주, 아이오와주, 캔자스주, 루이지애나주, 메릴랜드주, 매사추세츠주, 미시시피주, 네바다주, 뉴저지주, 뉴멕시코주, 뉴욕주, 오클라호마주, 펜실베이니아주, 로드아일랜드주, 사우스다코타주, 테네시주, 버몬트주, 버지니아주, 웨스트버지니아주, 위스콘신주, 와이오밍주가 그러하다.
동시에, 노스다코타주와 텍사스주와 같은 일부 주에서는 사망자 수가 증가했다.

### 주별 교통안전 동향
|  | 이 그래프는 더 이상 지원되지 않는 레거시 그래프 확장 기능을 사용하고 있습니다. 새로운 차트 확장 기능으로 변환해야 합니다. |

|  | 이 그래프는 더 이상 지원되지 않는 레거시 그래프 확장 기능을 사용하고 있습니다. 새로운 차트 확장 기능으로 변환해야 합니다. |

## NTSB 최우선 목록은 도로 안전에 관한 것이다
NTSB 위원장은 변화가 필요하다고 생각한다. "2021년에 대한 NHTSA의 예측은 파괴적이다. 도로에서 생명을 구하기 위해 우리는 미국의 교통 안전에 접근하는 방식을 근본적으로 바꿔야 한다. (...) 비효율적인 운전자 교육 및 집행 프로그램에 대한 과도한 의존은 도로 안전에 공백을 남긴 실패이며, 이러한 안전 공백의 결과로 작년에 42,900명 이상이 사망했다."
사고를 예방하고 부상을 줄이며 생명을 구하기 위한 NTSB의 최우선 목록 5가지는 다음과 같다.
- 과속 관련 충돌 제거를 위한 포괄적인 전략 구현
- 안전 시스템 접근법을 통해 취약한 도로 이용자 보호
- 음주 운전 및 기타 약물 운전 방지
- 모든 차량에 충돌 방지 및 커넥티드 차량 기술 의무화
- 산만 운전 제거

## 같이 보기
- 연도별 미국 오토바이 사망자 목록
- 미국의 음주 관련 교통사고
- 연도별 미국 자동차 사망자 목록
- 도로 사망자 수에 따른 미국 주 목록
- 교통안전
- 항공 안전
- 위험 분석
- 2008년 철도 안전 개선법
- 미국의 업무 관련 도로 안전
- 미국의 교통 법규

## 내용주
1. ↑  “OECD Data / Road Accidents”. 《data.OECD.org》. Organisation for Economic Co-operation and Development (OECD). 2023년 12월 15일. 2023년 7월 6일에 원본 문서에서 보존된 문서.
2. ↑  Leonhardt, David (2023년 12월 11일). “The Rise in U.S. Traffic Deaths / What’s behind America’s unique problem with vehicle crashes?”. 《The New York Times》. 2023년 12월 14일에 원본 문서에서 보존된 문서.
3. ↑  “Fatalities”. Bureau of Transportation Statistics. 2018년 10월 4일에 원본 문서에서 보존된 문서. 2018년 12월 14일에 확인함.
4. ↑  “Passenger miles”. Bureau of Transportation Statistics. 2017년 4월 3일에 원본 문서에서 보존된 문서. 2017년 4월 3일에 확인함.
5. 1 2  Badger, Emily; Blatt, Ben; Katz, Josh (2023년 12월 11일). “Why Are So Many American Pedestrians Dying at Night?”. 《The New York Times》 (미국 영어). ISSN 0362-4331.
6. ↑  “FastStats Homepage – Injuries”. Centers for Disease Control and Prevention – National Center for Health Statistics. 2017년 3월 13일에 원본 문서에서 보존된 문서. 2017년 3월 14일에 확인함.
7. ↑  “2015 Motor Vehicle Crashes: Overview”. National Highway Traffic Safety Administration. 2017년 3월 1일에 원본 문서에서 보존된 문서. 2017년 3월 14일에 확인함.
8. ↑  Beene, Ryan (2017년 2월 15일). “Deaths on U.S. Roads Reach Highest Since 2007 Amid More Driving”. Bloomberg. 2017년 3월 24일에 원본 문서에서 보존된 문서. 2017년 3월 14일에 확인함.
9. 1 2  “Traffic deaths spiked in 2020 despite pandemic | TheHill”. 2021년 6월 4일. 2021년 6월 5일에 원본 문서에서 보존된 문서. 2021년 6월 5일에 확인함.
10. ↑  “NHTSA Estimates for 2022 Show Roadway Fatalities Remain Flat After Two Years of Dramatic Increases”. 2023년 4월 20일. 2023년 5월 13일에 원본 문서에서 보존된 문서. 2023년 9월 12일에 확인함.
11. 1 2  “Data & Stats”. 2017년 6월 27일에 원본 문서에서 보존된 문서. 2017년 7월 9일에 확인함.
12. 1 2  “2016–2017 US Transportation Fatalities” (PDF). 2020년 7월 26일에 원본 문서 (PDF)에서 보존된 문서. 2020년 7월 26일에 확인함.
13. ↑  “2014–2015 US Transportation Fatalities” (PDF). 2017년 5월 15일에 원본 문서 (PDF)에서 보존된 문서. 2017년 7월 9일에 확인함.
14. ↑  “Acting Chairman Hart Announces Slight Drop in 2013 Transportation Fatalities in Most Categories; Rail Deaths Rise”. 2017년 6월 28일에 원본 문서에서 보존된 문서. 2017년 7월 9일에 확인함.
15. ↑  “Transportation Safety by the Numbers – Bureau of Transportation Statistics”. 《www.rita.DOT.gov》. 2017년 6월 28일에 원본 문서에서 보존된 문서. 2017년 7월 16일에 확인함.
16. 1 2 3  “Fatality Analysis Reporting System”. U.S. National Highway Traffic Safety Administration. 2008년 11월 19일에 원본 문서에서 보존된 문서. 2006년 4월 20일에 확인함.
17. ↑  “Making Sense of Highway Data”. U.S. National Motorists Association. 2016년 12월 22일에 원본 문서에서 보존된 문서. 2016년 12월 22일에 확인함.
18. ↑  Gorzelany, Jim (2017년 2월 16일). “Death Race 2017: Where To Find The Most Dangerous Roads In America”. 《포브스》. 2017년 3월 13일에 원본 문서에서 보존된 문서. 2017년 3월 13일에 확인함.
19. ↑  “Road Safety Annual Report, Books / Road Safety Annual Report / 2016” (PDF). 《www.OECD-ilibrary.org》. 2017년 7월 16일에 확인함.
20. ↑  “NHTSA preliminary data show traffic fatalities fell in 2019”. 2020년 7월 26일에 원본 문서에서 보존된 문서. 2020년 7월 26일에 확인함.
21. ↑  “Early Estimates of 2019 Motor Vehicle Traffic Data Show Reduced Fatalities for Third Consecutive Year | US Department of Transportation”. 2020년 7월 26일에 원본 문서에서 보존된 문서. 2020년 7월 26일에 확인함.
22. 1 2  “Safety in Numbers: Charting Traffic-Safety and Fatality Data – Feature”. 《CarAndDriver.com》. 2011년 4월 27일. 2017년 7월 21일에 원본 문서에서 보존된 문서. 2017년 7월 16일에 확인함.
23. ↑  “Transportation Safety Regulation in the United States Government”. 《Transportation.gov》. 2016년 4월 15일. 2017년 6월 4일에 원본 문서에서 보존된 문서. 2017년 7월 16일에 확인함.
24. 1 2 3  Laura Bliss (2018년 1월 22일). “U.S. Road Safety Laws Lag, While Fatalities Climb”. 《Bloomberg.com》. 2019년 12월 14일에 원본 문서에서 보존된 문서. 2019년 12월 14일에 확인함.
25. ↑  Millward, David. “Why US roads are more dangerous than European ones”. 《Telegraph.co.uk》. 2017년 7월 13일에 원본 문서에서 보존된 문서. 2017년 7월 16일에 확인함.
26. ↑  “Canadian Motor Vehicle Traffic Collision Statistics” (PDF). Transport Canada (Government of Canada). 2016년 8월 5일에 원본 문서 (PDF)에서 보존된 문서. 2017년 3월 14일에 확인함.
27. ↑  “International Traffic and Accident Data: Selected Risk Values for the Year 2012” (PDF). 《Bundesanstalt für Straßenwesen (Federal Highway Research Institute)》. Bundesanstalt für Straßenwesen. December 2012. 2014년 4월 7일에 원본 문서 (PDF)에서 보존된 문서. 2015년 11월 8일에 확인함.
28. ↑  참고: 아우토반 § 안전: 국제 비교
29. ↑  “RANKING EU PROGRESS ON IMPROVING MOTORWAY SAFETY - PIN Flash Report 28” (PDF). 2018년 2월 22일에 원본 문서 (PDF)에서 보존된 문서. 2023년 10월 26일에 확인함.
30. 1 2  “Do speed limits reduce the number of road deaths? | News | theguardian.com”. 《TheGuardian.com》. 2013년 5월 13일. 2018년 8월 12일에 원본 문서에서 보존된 문서. 2018년 2월 21일에 확인함.
31. ↑  SÉCURITÉ ROUTIÈRE: Quelle est la situation dans votre pays? ec.europa.eu/transport/road_safety/pdf/statistics/dacota/scoreboard_2015_en.pdf D'après des données CARE/Eurostat
32. ↑  Base de donénes IRTAD_CASUAL_BY_AGE stats.oecd.org/Index.aspx?DataSetCode=IRTAD_CASUAL_BY_AGE
33. ↑  “11th Annual Road Safety Performance Index (PIN) Report | ETSC”. 2018년 2월 22일에 원본 문서에서 보존된 문서. 2018년 2월 22일에 확인함.
34. ↑  “11-PIN-annual-report-background-tables”. 2018년 2월 22일에 원본 문서에서 보존된 문서. 2023년 10월 26일에 확인함.
35. ↑  “Yearly snapshot”. 2018년 2월 23일에 원본 문서에서 보존된 문서. 2018년 2월 22일에 확인함.
36. ↑  “Yearly snapshot”. 2019년 2월 13일에 원본 문서에서 보존된 문서. 2019년 2월 11일에 확인함.
37. ↑  Persons killed in road accidents by type of vehicle (CARE data), online data code: TRAN_SF_ROADVE, last update: 17/06/2021)
38. ↑  “Mobility and transport”. 2021년 10월 6일에 원본 문서에서 보존된 문서. 2021년 9월 4일에 확인함.
39. ↑  “EU has world’s safest roads, recorded fewest traffic-related deaths in 2020 – EURACTIV.com”. 2021년 4월 30일. 2024년 9월 10일에 원본 문서에서 보존된 문서. 2021년 6월 5일에 확인함.
40. ↑  Statistics of Road Traffic Accidents, in europe and north america, Volume LV, 2019
41. ↑  “Reported road accidents, vehicles and casualties tables for Great Britain”. 2021년 5월 11일에 원본 문서에서 보존된 문서. 2021년 5월 11일에 확인함.
42. ↑  Corey Dade (2012년 2월 22일). “What's Driving The Backlash Against Traffic Cameras”. 내셔널 퍼블릭 라디오.
43. ↑  Maya Fegan (2021년 4월 15일). “Speeding into the Future: The Pitfalls of Automated Traffic Enforcement”. Berkeley Journal of Criminal Law.
44. 1 2  David Randall Peterman (2020년 9월 28일). “Safety Impact of Speed and Red Light Cameras”. 미국 의회조사국.
45. ↑  Rachel Lippmann (2015년 8월 18일). “Missouri Supreme Court strikes down red-light cameras in St. Louis”. St. Louis Public Radio.
46. ↑  Jenna Romaine (2022년 2월 3일). “States can now access billions for speed cameras under Biden's infrastructure law”. 더 힐.
47. ↑  Automated Enforcement in a New Era
48. ↑  Tanya Mohn (2023년 12월 8일). “Traffic Safety Cameras Work, So Why Don’t More Communities Use Them?”. 포브스.
49. 1 2  L. Gifford, Jonathan (2010년 7월 1일). 《ICT and road transportation safety in the United States: a case of "American exceptionalism"》. 《IATSS Research》 34. 1–8쪽. doi:10.1016/j.iatssr.2010.06.006.
50. ↑  “Road Safety Annual Report 2016”. 2018년 9월 3일에 원본 문서에서 보존된 문서. 2023년 10월 26일에 확인함.
51. ↑  “Road Safety Annual Report 2018” (PDF). 2019년 4월 30일에 원본 문서 (PDF)에서 보존된 문서. 2023년 10월 26일에 확인함.
52. ↑  “La Sécurité et la réforme du cadre réglementaire des chemins de fer – OECD Read edition”. 《OECD iLibrary》. 2021년 10월 22일에 원본 문서에서 보존된 문서. 2017년 7월 16일에 확인함.
53. ↑  “ERA” (PDF). 2017년 8월 3일에 원본 문서 (PDF)에서 보존된 문서. 2017년 7월 13일에 확인함.
54. ↑  Why Isn’t There a Canadian Traffic Safety Crisis? David Zipper, Bloomberg, July 1, 2022
55. ↑  “Why Isn't There a Canadian Traffic Safety Crisis?”. 《Bloomberg.com》. July 2022.
56. ↑  “Road accidents (indicator)”. 《OECD Data》. OECD. 2023년 10월 4일에 확인함.
57. ↑  Yen, Hope; Krisher, Tom. “NTSB chief to fed agency: Stop using misleading statistics”. 《AP News》. Associated Press. 2023년 10월 4일에 확인함.
58. ↑  “Road to Zero - National Safety Council”. 2020년 11월 1일에 원본 문서에서 보존된 문서. 2020년 10월 31일에 확인함.
59. ↑  Traffic safety facts, 2021 data, NHTSA, Rural/Urban Comparison of Motor Vehicle Traffic Fatalities
60. ↑  Traffic safety facts, 2021 data, NHTSA, Rural/Urban Comparison of Motor Vehicle Traffic Fatalities
61. ↑  “Rural/Urban Comparison of Traffic Fatalities”. 2018년 12월 9일에 원본 문서에서 보존된 문서. 2023년 10월 26일에 확인함.
62. ↑  “State by state”. 2020년 1월 26일에 원본 문서에서 보존된 문서. 2020년 1월 26일에 확인함.
63. ↑  Traffic safety facts, 2021 data, NHTSA, Rural/Urban Comparison of Motor Vehicle Traffic Fatalities
64. ↑  “Canadian Motor Vehicle Traffic Collision Statistics: 2016”. 2019년 6월 11일에 원본 문서에서 보존된 문서. 2019년 6월 13일에 확인함.
65. ↑  “Traffic Safety Basic Facts 2017” (PDF). 2019년 6월 4일에 원본 문서 (PDF)에서 보존된 문서. 2019년 6월 13일에 확인함.
66. 1 2  “Car crashes killed 36,096 people in the US in 2019 | Ars Technica”. 2020년 12월 19일. 2020년 12월 20일에 원본 문서에서 보존된 문서. 2020년 12월 20일에 확인함.
67. ↑  “Motor-Vehicle Deaths by State”. 《Injury Facts》 (미국 영어). 2021년 4월 21일에 원본 문서에서 보존된 문서. 2021년 4월 22일에 확인함.
68. ↑  “General statistics: Crashes took 35,092 lives in the U.S. in 2015”. Insurance Institute for Highway Safety, Highway Loss Data Institute. 2017년 2월 1일에 원본 문서에서 보존된 문서. 2017년 3월 13일에 확인함.
69. ↑  “Compare Traffic Deaths by State”. 《Find the Data》. 2016년 10월 23일에 원본 문서에서 보존된 문서. 2017년 3월 13일에 확인함.
70. ↑  Jed Kolko [JedKolko] (2015년 10월 15일). “Also, more miles driven per capita = more car deaths per capita. The state of Colorado reached their highest number in traffic fatalities in a decade. According to the Colorado Department of Transportation (CDOT) safety crash data, there were 608 fatal crashes last year alone; rising 11% compared to 2016, and 24% compared to 2014. (CDOT, 2017) there were 608 fatal crashes in the year of 2017. There are steps that the states can all take to lead towards better road safety such as access control points at on-ramps to the freeways, a law in place that motorcyclists are required to wear a helmet while riding, and to widen highways that are congested and most frequently used by drivers. There are already hundreds of laws put in place for the individual driver to follow such as always wearing a seatbelt or no texting/calling while driving, leaving the department of transportation in charge of moving forward with safety features throughout the busy highways. (correlation=0.8). @Richard_Florida @CityLab” (트윗).
71. ↑  “Motorcycle Safety Overview”. 《www.ncsl.org》. National Conference of State Legislatures. 2021년 7월 20일. 2024년 4월 30일에 확인함.
72. ↑  Frisman, Paul (2013년 1월 18일). “Speed limit increases and accident rates”. National Cooperative Highway Research Program. 2017년 3월 28일에 원본 문서에서 보존된 문서. 2017년 3월 28일에 확인함. The NCHRP study found that higher speed limits were associated with an increased likelihood of deaths and incapacitating injuries. It found that increasing a speed limit from 55 to 65 mph on an "average" section of high speed road resulted in about a 3% increase in the total number of crashes and a 24% increase in the likelihood that a vehicle occupant would be fatally injured. This increased crash rate would yield a 28% increase in the number of fatalities following the speed limit increase. The study also found a similar, but lesser, impact when speed limits were raised from 65 to 75 mph. In those cases, the total number of crashes increased by 0.64%, increasing the probability of a fatality by 12%, with an overall increase of 13% in total fatalities. Although the analysis did not explain why a smaller increase occurred at the higher speeds, the study suggested that people may drive more cautiously when driving faster, or that roads deemed appropriate for a 75 mph limit are safer.
73. ↑  Lave, Charles (1995). “Higher Speed Limits May Save Lives”. 《AccessMagazine.org》. The University of California Transportation Center. 2017년 3월 28일에 원본 문서에서 보존된 문서. 2017년 3월 28일에 확인함. the new 65 mph speed limit freed highway patrols to shift resources from speed enforcement on the Interstates to other safety activities and to other highways. It also reallocated traffic by making the safer Interstate Highways more attractive.
74. 1 2  Marshall, Aarian (2016년 5월 4일). “Raising Speed Limits Is Irresponsible, But States Keep Doing It”. Wired. 2021년 10월 22일에 원본 문서에서 보존된 문서. 2017년 3월 28일에 확인함.
75. ↑  “Status Report” (PDF). 2018년 5월 14일에 원본 문서 (PDF)에서 보존된 문서. 2018년 2월 21일에 확인함.
76. ↑  “Higher speed limits lead to more deaths”. 2018년 2월 22일에 원본 문서에서 보존된 문서. 2018년 2월 21일에 확인함.
77. 1 2  “State by state”. 2017년 2월 1일에 원본 문서에서 보존된 문서. 2017년 3월 13일에 확인함.
78. ↑  “Traffic Safety Facts - 2005 Data”. 2017년 1월 31일에 원본 문서에서 보존된 문서. 2023년 10월 26일에 확인함.
79. ↑  NHTSA National Center for Statistics and Analysis, 《Traffic Safety Facts 2005 Data DOT HS 810 620》, US 미국 고속도로교통안전국, 2017년 1월 31일에 원본 문서에서 보존된 문서, 2018년 2월 21일에 확인함
80. ↑  “Traffic Safety Facts – Pedestrians (2013 Data)”. NHTSA. 2018년 5월 14일에 원본 문서에서 보존된 문서. 2017년 3월 13일에 확인함.
81. ↑  “Traffic Safety Facts – Pedestrians (2014 Data)”. NHTSA. 2017년 2월 1일에 원본 문서에서 보존된 문서. 2017년 3월 13일에 확인함.
82. ↑  “Bicyclists”. NHTSA. 2017년 3월 13일에 원본 문서에서 보존된 문서. 2017년 3월 13일에 확인함.
83. 1 2  “Pedestrian Traffic Fatalities by State” (PDF). 2017년 7월 19일에 원본 문서 (PDF)에서 보존된 문서. 2023년 10월 26일에 확인함.
84. ↑  “Safety Technologies Could Stop 40% of Big Truck Rear Crashes: Study”. 2020년 11월 2일. 2020년 11월 8일에 원본 문서에서 보존된 문서. 2020년 11월 6일에 확인함.
85. ↑  “Deadliest semi truck crashes could nearly halve with automatic emergency braking - Roadshow”. 2021년 10월 22일에 원본 문서에서 보존된 문서. 2020년 11월 8일에 확인함.
86. ↑  “Table 1105. Fatal Motor Vehicle Accidents—National Summary: 1990 to 2009”. U.S. Census Bureau. 2016년 12월 22일에 원본 문서에서 보존된 문서. 2016년 12월 22일에 확인함.
87. ↑  Doyle, Rice (2014년 11월 11일). 《Northeastern Cities Have the Most Car Accidents》. 《USA Today》. 2015년 5월 16일에 원본 문서에서 보존된 문서. 2015년 5월 12일에 확인함.
88. ↑  “NHTSA Data Confirms Traffic Fatalities Increased In 2012”. 《U.S. Department of Transportation》. National Highway Traffic Safety Administration. 2013년 11월 14일. 2016년 9월 13일에 원본 문서에서 보존된 문서. 2016년 12월 22일에 확인함.
89. ↑  Berkes, Howard (2009년 11월 29일). “The Deadliest Roads Are Rural”. 내셔널 퍼블릭 라디오. 2017년 2월 9일에 원본 문서에서 보존된 문서. 2017년 3월 13일에 확인함.
90. ↑  Manookian, Brian. “Statistical Risks Of Driving And Related Acts”. Cummings Manookian. 2016년 12월 22일에 원본 문서에서 보존된 문서. 2016년 12월 22일에 확인함.
91. 1 2  Briggeman, Kim (2016년 1월 4일). “Montana highway death toll up sharply in 2015”. 《missoulian.com》. Missoulian. 2017년 3월 16일에 원본 문서에서 보존된 문서. 2017년 3월 27일에 확인함.
92. 1 2 3  “Evaluation of Traffic Crash Fatality Causes and Effects” (PDF). 2017년 12월 15일에 원본 문서 (PDF)에서 보존된 문서. 2017년 8월 8일에 확인함.
93. ↑  BURN-MURDOCH, JOHN (2023). “America's obsession with big cars has fatal consequences”. Financial Times.
94. ↑  King, Laiza (2016년 8월 31일). “Top 15 Causes Of Car Accidents And How You Can Prevent Them”. 《HuffingtonPost.com》. 2017년 7월 6일에 원본 문서에서 보존된 문서. 2017년 7월 16일에 확인함.
95. 1 2  “Yearly snapshot”. 2019년 6월 8일에 원본 문서에서 보존된 문서. 2019년 6월 14일에 확인함.
96. ↑  Traffic safety facts, 2021 data, NHTSA, Rural/Urban Comparison of Motor Vehicle Traffic Fatalities
97. ↑  “FARS Encyclopedia”. 2017년 8월 10일에 원본 문서에서 보존된 문서. 2017년 8월 9일에 확인함.
98. ↑  “Minnesota Traffic Crashes in 2014” (PDF). 2017년 2월 17일에 원본 문서 (PDF)에서 보존된 문서. 2023년 10월 26일에 확인함.
99. ↑  Stimpson, Jim P.; Wilson, Fernando A.; Araz, Ozgur M.; Pagan, Jose A. (December 2014). 《Share of Mass Transit Miles Traveled and Reduced Motor Vehicle Fatalities in Major Cities of the United States》. 《Journal of Urban Health》 91. 1136–1143쪽. doi:10.1007/s11524-014-9880-9. PMC 4242857. PMID 24920502.
100. ↑  “Fatalities Bureau of Transportation Statistics”. 2017년 4월 3일에 원본 문서에서 보존된 문서. 2017년 4월 3일에 확인함.
101. ↑  “Passenger miles Bureau of Transportation Statistics”. 2017년 4월 3일에 원본 문서에서 보존된 문서. 2017년 4월 3일에 확인함.
102. ↑  “Aviation”. 2009년 6월 15일에 원본 문서에서 보존된 문서. 2013년 12월 1일에 확인함.
103. ↑  Arnold Barnett (1991). 《It's Safer to Fly》. 《Risk Analysis》 11. 13–14쪽. doi:10.1111/j.1539-6924.1991.tb00558.x.
104. ↑  Peter B. Ladkin (1997). “To Drive or To Fly”. University of Bielefeld. 2006년 5월 14일에 원본 문서에서 보존된 문서. 2006년 4월 20일에 확인함.
105. ↑  “Bureau of Transportation Statistics annual report”. 2015. 2017년 7월 2일에 원본 문서에서 보존된 문서. 2017년 4월 3일에 확인함.
106. 1 2  “General Aviation Profile – Bureau of Transportation Statistics”. 《www.BTS.gov》. 2017년 5월 22일에 원본 문서에서 보존된 문서. 2017년 7월 16일에 확인함.
107. 1 2  “RITA – BTS – Figure 1: Aviation Fatalities: 2001–2011”. 《apps.BTS.gov》. 2017년 7월 16일에 확인함.
108. 1 2  “Table 2-1: Transportation Fatalities by Mode – Bureau of Transportation Statistics”. 《www.BTS.gov》. 2019년 3월 23일에 원본 문서에서 보존된 문서. 2017년 7월 16일에 확인함.
109. ↑  “3.01 - Accident Trends - Summary Statistics”. 2017년 7월 9일에 원본 문서에서 보존된 문서. 2017년 7월 8일에 확인함.
110. ↑  “4.08 – Casualty Summary Tables”. 《safetydata.FRA.dot.gov》. 2017년 7월 19일에 원본 문서에서 보존된 문서. 2017년 7월 16일에 확인함.
111. ↑  “Regulatory Impact and Small Business Analysis for Hours of Service Options”. Federal Motor Carrier Safety Administration. June 19, 2013에 원본 문서에서 보존된 문서. February 22, 2008에 확인함.
112. ↑  Rafter, Michelle (2016년 12월 19일). “Driving a Truck is Among Deadliest Jobs in the U.S.”. 《Trucks.com》. 2017년 3월 14일에 원본 문서에서 보존된 문서. 2017년 3월 13일에 확인함.
113. ↑  “Census of Fatal Occupational Injuries Summary, 2015, Table 3”. U.S. Department of Labor, Bureau of Labor Statistics. 2017년 3월 14일에 원본 문서에서 보존된 문서. 2017년 3월 13일에 확인함.
114. ↑  “Census of Fatal Occupational Injuries Summary, 2015”. U.S. Department of Labor, Bureau of Labor Statistics. 2020년 4월 24일에 원본 문서에서 보존된 문서. 2017년 3월 13일에 확인함.
115. ↑  “The Geography of Car Deaths in America”. 《Bloomberg.com》. October 2015. 2017년 8월 18일에 원본 문서에서 보존된 문서. 2017년 7월 16일에 확인함.
116. ↑  “Traffic Safety Issues In North Dakota” (PDF). 2017년 8월 8일에 원본 문서 (PDF)에서 보존된 문서. 2017년 7월 10일에 확인함.
117. ↑  “2019 North Dakota Crash Summary” (PDF). 2017년 8월 10일에 원본 문서 (PDF)에서 보존된 문서. 2023년 10월 26일에 확인함.
118. 1 2  “Homendy Calls Highway Fatality Numbers 'Devastating'; Advocates Holistic Approach to Road Safety”. 2023년 10월 26일에 확인함.